# 2017年のメジャーリーグベースボール
2017年のメジャーリーグベースボール（2017ねんのメジャーリーグベースボール）では、2017年のメジャーリーグベースボール（MLB）の出来事における動向をまとめる。
2016年のメジャーリーグベースボール - 2017年のメジャーリーグベースボール - 2018年のメジャーリーグベースボール

## できごと

### 1月
- 3日
  - クリーブランド・インディアンスからFAのラージャイ・デービスが、オークランド・アスレチックスと1年600万ドルで契約を結ぶ。7年ぶりの復帰となる[1]。
- 6日
  - シアトル・マリナーズのセス・スミスと、ボルチモア・オリオールズのヨバニ・ガヤルドのトレードが成立[2]。
  - カンザスシティ・ロイヤルズのジャロッド・ダイソンとシアトル・マリナーズのネイサン・カーンズのトレードが成立[3]。
- 9日
  - アリゾナ・ダイヤモンドバックスが中後悠平とマイナー契約[4]。
- 12日
  - オークランド・アスレチックスはサンフランシスコ・ジャイアンツからFAのサンティアゴ・カシーヤと2年1000万ドルの契約に合意。8年ぶりの古巣復帰となる[5]。
- 13日
  - コロラド・ロッキーズはノーラン・アレナドと2018年までの2年総額2950万ドルで契約延長[6]。
- 14日
  - シカゴ・カブスは前年に現役引退したデビッド・ロスを野球組織部門の特別補佐に任命[7]。
- 15日
  - テキサス・レンジャーズは、サンディエゴ・パドレスからFAのタイソン・ロスと1年600万ドルの契約に合意したことを発表[8]。
- 16日
  - フィラデルフィア・フィリーズは、トロント・ブルージェイズからFAのマイケル・ソーンダースと1年900万ドルの契約に合意したことを発表[9]。
  - ニューヨーク・ヤンキースは前ロサンゼルス・エンゼルスの崔志萬とマイナー契約で合意[10]。
- 17日
  - 前年までタンパベイ・レイズ傘下所属で、無所属のJ.P.アレンシビアが現役引退を表明[11]。
  - トロント・ブルージェイズは同球団からFAのホセ・バティスタと1年1800万ドルの再契約に合意[12]。
  - サンディエゴ・パドレスはウィル・マイヤーズと2022年までの6年総額8300万ドル（球団史上最高額）で契約延長[13]。
- 18日
  - ロサンゼルス・エンゼルスはコール・カルフーンと2019年までの3年総額2600万ドルで契約延長[14]。
- 19日
  - サンフランシスコ・ジャイアンツ傘下のジョシュ・ジョンソンが現役引退を表明[15]。
  - ボルチモア・オリオールズは同球団からFAのマーク・トランボと3年3750万ドルの再契約に合意[16]。
- 20日
  - テキサス・レンジャーズは、イバン・ロドリゲスがつけていた背番号「7」を永久欠番とすることを発表[17]。
- 22日
  - カンザスシティ・ロイヤルズのヨーダノ・ベンチュラが自動車事故により急死[18]。
- 23日
  - サンフランシスコ・ジャイアンツは、KBO・ロッテ・ジャイアンツからFAの黄載鈞とマイナー契約で合意[19]。
- 24日
  - シアトル・マリナーズは、エドガー・マルティネスがつけていた背番号「11」を永久欠番とすることを発表

。
- - カンザスシティ・ロイヤルズはダニー・ダフィーと2021年までの5年総額6500万ドルで契約延長[21]。
  - ロサンゼルス・エンゼルスはヒューストン・アストロズからFAのルイス・バルブエナと2年1500万ドルの契約に合意[22]。
- 29日
  - カンザスシティ・ロイヤルズはセントルイス・カージナルスからFAのブランドン・モスと2年1200万ドルの契約に合意[23]。
- 31日
  - MLB機構は、セントルイス・カージナルスの元スカウト部長が2013年と2014年にヒューストン・アストロズのデータベースに不正にアクセスして選手情報を入手したとして、2017年のMLBドラフトの2巡目（全体56位）と3巡目（全体75位）の指名権と罰金200万ドルをアストロズに譲渡する処分を課した[24]。

### 2月
- 2日
  - セントルイス・カージナルスはカルロス・マルティネスと2021年までの5年総額5100万ドルで契約延長[25]。
- 4日
  - クリーブランド・インディアンスは、コロラド・ロッキーズからFAのブーン・ローガンと1年550万ドルで契約に合意したことを発表[26]。
- 6日
  - オークランド・アスレチックスは、同球団のOBでアメリカ野球殿堂表彰者のリッキー・ヘンダーソンに敬意を表して、本拠地の球場名を「オー・ドットコー・コロシアム」から「リッキー・ヘンダーソン・フィールド」に改称したことを発表[27]。
  - カンザスシティ・ロイヤルズはシカゴ・カブスからFAのジェイソン・ハメルと2年総額1600万ドルの契約に合意[28]。
- 8日
  - ロサンゼルス・エンゼルスからFAのC.J.ウィルソンが現役引退を表明[29]。
  - サンフランシスコ・ジャイアンツからFAのハビアー・ロペスが現役引退を表明[30]。
- 10日
  - デトロイト・タイガースの球団オーナーのマイク・イリッチが死去[31]。
- 12日
  - シンシナティ・レッズのブランドン・フィリップスとアトランタ・ブレーブスのアンドリュー・マキラハン（英語版）、カルロス・ポルトゥオンドのトレードが成立[32]。
- 13日
  - カンザスシティ・ロイヤルズはシカゴ・カブスからFAのトラビス・ウッドと2年総額1200万ドルの契約に合意[33]。
- 15日
  - クリーブランド・インディアンスは選手育成アドバイザーにグレイディ・サイズモアが就任したことを発表[34]。
- 16日
  - 前年8月までロサンゼルス・ドジャース傘下に所属していたランディ・チョートが現役引退を表明[35]。
- 17日
  - ニューヨーク・ヤンキース傘下に所属し、前年7月から休養していたニック・スウィッシャーが現役引退を表明[36]。
- 21日
  - ワシントン・ナショナルズはボルチモア・オリオールズからFAのマット・ウィータースと2年総額2100万ドルの契約に合意[37]。
- 24日
  - シカゴ・カブスはペドロ・ストロップと2018年までの2年総額1185万ドルで契約延長[38]。
  - シカゴ・ホワイトソックスはOBのマーク・バーリーの背番号「56」を永久欠番とし、6月24日の試合前に記念式典を行うことを発表[39]。

### 3月
- 10日
  - シカゴ・カブスはクリス・ブライアントと1年105万ドルで契約。年俸調停権を持たない選手としては歴代最高額を更新（従来は2014年のマイク・トラウトの100万ドルが最高）[40]。
- 20日
  - タンパベイ・レイズはケビン・キアマイアーと2022年までの6年総額5350万ドルで契約延長[41]。
- 21日
  - シカゴ・ホワイトソックスはティム・アンダーソンと2022年までの6年総額2500万ドルで契約延長[42]。
  - サンフランシスコ・ジャイアンツは球団CEO付特別アドバイザーにバリー・ボンズを任命[43]。
- 22日
  - 2015年オフから無所属のデビッド・デヘスースが現役引退を表明[44][45]。
- 24日
  - クリーブランド・インディアンスはホセ・ラミレスと2021年までの5年総額2600万ドルで契約延長[46]。
- 25日
  - テキサス・レンジャーズはルーグネッド・オドーアと2022年までの6年総額4950万ドルで契約延長[47]。
- 28日
  - アトランタ・ブレーブスからFAとなっていたA.J.ピアジンスキーが現役引退を表明[48]。
- 29日
  - MLB機構は、前年10月にDVで逮捕されていたニューヨーク・メッツのジェウリス・ファミリアに対して15試合の出場停止処分を課した[49]。
- 31日
  - オークランド・アスレチックスは球団社長付特別アドバイザーにデニス・エカーズリーを任命[50]。

### 4月
- 2日 - レギュラーシーズン開幕
  - セントルイス・カージナルスはヤディアー・モリーナと2020年までの3年総額6000万ドルで契約延長[51]。
  - クリーブランド・インディアンスはロベルト・ペレスと2020年までの4年総額900万ドルで契約延長[52]。
  - ニューヨーク・ヤンキースの田中将大が日本人初となる3年連続での開幕投手を務めた[53]。
- 2日
  - シカゴ・カブスとセントルイス・カージナルスの開幕戦で史上初となる「敬遠申告制」が適用され、投球がなく故意四球が記録された（9回裏1アウト・ランナー2塁、打者：ヤディアー・モリーナ、投手：マイク・モンゴメリー、守備側監督：ジョー・マドン）[54]。
- 3日
  - セントルイス・カージナルスはスティーブン・ピスコッティと2022年までの6年総額3350万ドルで契約延長[55]。
- 6日
  - シンシナティ・レッズのマイケル・ローレンゼンがフィラデルフィア・フィリーズ戦で代打本塁打を記録。投手による同記録は2009年のマイカ・オーウィングス以来[56]。
- 11日
  - 2015年のオフから無所属だったブレナン・ボッシュが現役引退を表明[57]。
  - ヒューストン・アストロズのジョージ・スプリンガーがシアトル・マリナーズ戦で、史上初となる開幕から9試合で5本の先頭打者本塁打を記録[58]。
- 16日
  - ボルチモア・オリオールズのトレイ・マンシーニがトロント・ブルージェイズ戦で、歴代最速タイ[59]となるデビューから12試合で7本塁打を記録[60]。
- 17日
  - ピッツバーグ・パイレーツのジョシュ・ハリソンが前日から4打席連続で死球を記録。少なくとも1974年以降では初[61]。
- 18日
  - ピッツバーグ・パイレーツのスターリング・マルテが禁止薬物（ナンドロロン）の使用により、80試合の出場停止処分を科された[62]。
- 22日
  - アリゾナ・ダイヤモンドバックスのデビッド・ペラルタがロサンゼルス・ドジャース戦で、歴代1位タイで史上49人目となる1試合4二塁打を記録[63]。
- 24日
  - ピッツバーグ・パイレーツのドヴィダス・ネブラウスカスがシカゴ・カブス戦で、84年ぶり2人目となるリトアニア出身選手としてデビュー（1933年のジョー・ザプスタス（英語版）以来）[64]。
  - ボストン・レッドソックスのマット・バーンズが危険球により4試合の出場停止を科され、異議申し立ての末、同月26日に処分が確定[65]。
  - ミネソタ・ツインズのミゲル・サノが暴力行為により1試合の出場停止処分を科され、異議申し立ての末、5月9日に処分が確定[66]。
  - クリーブランド・インディアンス傘下所属のスティーブ・デラバーが禁止薬物（オスタリン（英語版））の使用により、80試合の出場停止処分を科された[67]。
- 25日
  - サンフランシスコ・ジャイアンツ傘下1A級のオーガスタ・グリーンジャケッツ（英語版）所属のドメニック・マッザがカンザスシティ・ロイヤルズ傘下レキシントン・レジェンズ戦で完全試合を達成[68]。
- 26日
  - ピッツバーグ・パイレーツのギフト・ンゴエペがシカゴ・カブス戦で、史上初となるアフリカ出身選手としてデビュー[69]。
- 30日
  - ワシントン・ナショナルズのアンソニー・レンドンがニューヨーク・メッツ戦で史上2人目となる6安打3本塁打10打点を記録（1949年のウォーカー・クーパー（英語版）以来）[70]。

### 5月
- 9日
  - マイアミ・マーリンズは、マイク・アビレスと契約合意[71]。
- 18日
  - ピッツバーグ・パイレーツが、宮海成とマイナー契約[72]。
- 19日
  - ボストン・レッドソックスのクリス・セールがオークランド・アスレチックス戦で史上初となる2度目の8試合連続2桁奪三振を達成[73]。
- 20日
  - ロサンゼルス・エンゼルスが、FAのダグ・フィスターと契約合意[74]。
- 25日
  - ボストン・レッドソックスがテキサス・レンジャーズ戦で、史上初となる継投による9イニング20奪三振を達成（登板した投手はドリュー・ポメランツ、ヒース・ヘンブリー、ロビー・スコット、マット・バーンズ、クレイグ・キンブレル）[75]。
- 27日
  - シカゴ・ホワイトソックスがキューバの19歳のアマチュア選手・ルイス・ロベルト・ジュニアと総額2600万ドルでマイナー契約[76]。
- 30日
  - 前日のサンフランシスコ・ジャイアンツ対ワシントン・ナショナルズの試合で、ハンター・ストリックランドがブライス・ハーパーに死球を与えた後、両者による乱闘で退場した結果、ストリックランドに6試合、ハーパーに4試合の出場停止処分が科された（翌31日にハーパーは3試合に軽減）[77]。

### 6月
- 6日
  - シンシナティ・レッズのスクーター・ジェネットがセントルイス・カージナルス戦で史上17人目となる1試合4本塁打を記録[78]。
- 23日
  - ヤンキースタジアムで開催されたニューヨーク・ヤンキース対テキサス・レンジャーズの試合で田中将大とダルビッシュ有が先発登板し、両投手ともに無失点・被安打3以下・9奪三振以上という史上2度目の投手戦となった[79]。
- 25日
  - ロサンゼルス・ドジャースのケンリー・ジャンセンがコロラド・ロッキーズ戦で歴代最多となる開幕から無四球で51奪三振を記録（従来の記録は2013年のアダム・ウェインライトの35）[80]。
- 27日
  - ワシントン・ナショナルズがフランシスコ・ロドリゲスとマイナー契約[81]。また、球団タイ記録の1試合7盗塁[82]。
- 30日
  - トロント・ブルージェイズのジャスティン・スモークがシーズン22号本塁打目を記録したが、これは同年6月の通算1068本塁打目でMLB記録となった[83]。

### 7月
- 1日
  - ミルウォーキー・ブルワーズのコーリー・クネイブルが40試合連続奪三振を記録し、リリーフ投手として単一シーズンでの記録更新（後に記録を45まで伸ばした。複数シーズンを跨いだ最高記録はアロルディス・チャップマンの49試合）[84]。
  - ヒューストン・アストロズのデビッド・ポーリーノが禁止薬物（ボルデノン（英語版））の使用により、80試合の出場停止処分を科された[85]。
- 7日
  - 現役最年長で前アトランタ・ブレーブスのバートロ・コロンがミネソタ・ツインズとマイナー契約、同月18日にメジャー契約[86]。
- 10日
  - 本塁打競争が開催され、ニューヨーク・ヤンキースのアーロン・ジャッジが優勝し、新人としては史上初の快挙を達成[87]。
- 13日
  - シカゴ・カブスはマイナー4選手とのトレードで、シカゴ・ホワイトソックスのホセ・キンタナを獲得[88]。
- 16日
  - ワシントン・ナショナルズのブレイク・トレイネン、シェルドン・ノイジー、ヘスス・ルサルドと、オークランド・アスレチックスのライアン・マドソンとショーン・ドゥーリトルのトレードが成立[89]。
- 17日
  - サンフランシスコ・ジャイアンツの本拠地開催の試合のチケットが完売せず、連続完売記録が歴代2位の530試合で途切れた[90]。
- 18日
  - デトロイト・タイガースのJ.D.マルティネスとアリゾナ・ダイヤモンドバックス傘下所属のセルジオ・アルカンタラ、ダウェル・ルーゴ（英語版）、ホセ・キングのトレードが成立[91]。
  - ニューヨーク・ヤンキースはタイラー・クリッパードら3人の選手とのトレードで、シカゴ・ホワイトソックスのトッド・フレイジャー、デビッド・ロバートソン、トミー・ケインリーを獲得[92]。
- 20日
  - マイアミ・マーリンズのデビッド・フェルプスとシアトル・マリナーズ傘下所属のブライアン・ヘルナンデス、ブランドン・ミラー、パブロ・ロペス、ルーカス・シラルディのトレードが成立[93]。
- 21日
  - アリゾナ・ダイヤモンドバックスがワシントン・ナショナルズ戦で史上5度目となる初回先頭から3者連続本塁打を達成（打者：デビッド・ペラルタ、A.J.ポロック、ジェイク・ラム）[94]。
- 22日
  - サンフランシスコ・ジャイアンツが前ボストン・レッドソックスのパブロ・サンドバルとマイナー契約[95]、8月5日にメジャー契約[96]。
  - ボストン・レッドソックスのクリス・セールが20試合目の先発登板で200奪三振、史上4人目[97]。
- 24日
  - サンディエゴ・パドレスのライアン・バクター、トレバー・ケーヒル、ブランドン・マウラーと、カンザスシティ・ロイヤルズのトラビス・ウッド、マット・ストラム、エステウリー・ルイーズのトレードが成立[98]。
- 26日
  - フィラデルフィア・フィリーズのパット・ネシェックとコロラド・ロッキーズ傘下のアレハンドロ・レケーナ、ホセ・ゴメス、JD・ハマーのトレードが成立[99]。
  - サンフランシスコ・ジャイアンツのエドゥアルド・ヌニェスとボストン・レッドソックス傘下所属のショーン・アンダーソンとグレゴリー・サントスのトレードが成立[100]。
- 27日
  - ワシントン・ナショナルズがミルウォーキー・ブルワーズ戦で史上8度目となる4者連続本塁打を達成（打者：ブライアン・グッドウィン、ウィルマー・ディフォ、ブライス・ハーパー、ライアン・ジマーマン）[101]。
- 30日
  - ニューヨーク・ヤンキースはマイナー2選手とのトレードでミネソタ・ツインズのハイメ・ガルシアを獲得[102]。
  - カンザスシティ・ロイヤルズはマイナー選手との交換トレードで、シカゴ・ホワイトソックスのメルキー・カブレラを獲得[103]。
  - シカゴ・カブスはデトロイト・タイガースとの交換トレードでジャスティン・ウィルソン、アレックス・アビラを獲得[104]。
- 31日 - ウェイバー公示なしでのトレード期限
  - ニューヨーク・ヤンキースが、トレードでオークランド・アスレチックスのソニー・グレイを獲得[105]。
  - ヒューストン・アストロズのテオスカー・ヘルナンデス、青木宣親が、トロント・ブルージェイズのフランシスコ・リリアーノとトレード[106]。
  - テキサス・レンジャーズのダルビッシュ有がロサンゼルス・ドジャース[107]、ジョナサン・ルクロイがコロラド・ロッキーズにトレード[108]。
  - ピッツバーグ・パイレーツのトニー・ワトソンとロサンゼルス・ドジャース傘下のアンヘル・ヘルマン、オニール・クルーズのトレードが成立[109]。
  - ニューヨーク・メッツのアディソン・リードとボストン・レッドソックス傘下のジェイミー・カラハン（英語版）、スティーブン・ノゴセク、ヘルソン・バティスタのトレードが成立[110]。
  - トロント・ブルージェイズのジョー・スミスとクリーブランド・インディアンス傘下所属のトーマス・パノーン、サマド・テイラーのトレードが成立[111]。
  - 前ワシントン・ナショナルズのジェレミー・ガスリーが現役引退を表明[112]。

### 8月
- 9日
  - ニューヨーク・メッツのジェイ・ブルースとクリーブランド・インディアンス傘下所属のライダー・ライアンのトレードが成立[113]。
- 12日
  - アトランタ・ブレーブス傘下のアンドリュー・アルバースがシアトル・マリナーズへトレードで移籍した[114]。
- 13日
  - サンディエゴ・パドレスはアンディ・グリーン監督と2021年までの3年間の契約延長[115]。
- 15日
  - マイアミ・マーリンズのジャンカルロ・スタントンがサンフランシスコ・ジャイアンツ戦でシーズン43本塁打を記録し、ゲーリー・シェフィールドの持つ球団記録を更新（シーズン終了までに記録を59に伸ばした）[116]。
- 18日
  - ニューヨーク・メッツのカーティス・グランダーソンとロサンゼルス・ドジャースの後日発表選手（ジェイコブ・レイム）のトレードが成立[117]。
- 20日
  - ピッツバーグ・パイレーツ対セントルイス・カージナルスの試合がウィリアムズポートで開催された。
- 23日
  - オークランド・アスレチックスのラージャイ・デービスとボストン・レッドソックス傘下のラファエル・リンコーンズのトレードが成立[118]。
- 24日
  - ニューヨーク・ヤンキース対デトロイト・タイガースの試合で8名が退場になる乱闘が起きた[119]。
- 25日
  - 24日の乱闘で起きた処分として、12名に出場停止もしくは罰金の処分が科せられた[120]。
- 25日～27日
  - プレイヤーズ・ウィークエンド（英語版）が開催され、ユニフォームの背番号の上の名前が、姓の代わりにニックネームがつけられ、ニューヨーク・ヤンキースにとってはチーム史上初めて名前入りのユニフォームが披露された[121]。
- 27日
  - カンザスシティ・ロイヤルズのダニー・ダフィーが飲酒運転の容疑で逮捕[122]。
  - マイアミ・マーリンズのジャンカルロ・スタントンがサンディエゴ・パドレス戦で史上28人目（44度目）となるシーズン50本塁打を記録（シーズン終了までに歴代9位タイの59本に記録伸ばした）。
- 28日
  - MLB機構と選手会がハリケーン・ハービーの被害に対して100万ドルを寄付[123]。
  - カンザスシティ・ロイヤルズがタンパベイ・レイズ戦で、指名打者制採用試合としては史上初となる4試合連続完封負けを記録[124]。
- 29日
  - ジョー・ネイサンが現役引退[125]。
  - カンザスシティ・ロイヤルズがタンパベイ・レイズ戦で歴代ワースト3位となる45イニング連続無得点を記録[126]。
- 30日
  - セントルイス・カージナルスのマイク・リークとシアトル・マリナーズ傘下のレイダー・アスカニオのトレードが成立[127]。
- 31日
  - ヒューストン・アストロズは後日指名選手とのトレードで、ジャスティン・バーランダーを獲得[128]。
  - ロサンゼルス・エンゼルスはトニー・サンチェスとのトレードで、ブランドン・フィリップスを[129]、グレイソン・ロング（英語版）、後日指名選手、金銭とのトレードで、ジャスティン・アップトンをそれぞれ獲得[130]。
  - ロサンゼルス・エンゼルスのキャメロン・メイビンがウェーバー公示を経てヒューストン・アストロズに移籍[131]。

### 9月
- 2日
  - ニューヨーク・メッツは前トロント・ブルージェイズの青木宣親と契約[132]。
- 3日
  - クリーブランド・インディアンスのホセ・ラミレスがデトロイト・タイガース戦で史上13人目となる1試合5長打を達成[133]。
- 4日
  - シンシナティ・レッズはブライアン・プライス監督の2018年における契約オプションを行使[134]。
  - アリゾナ・ダイヤモンドバックスのJ.D.マルティネスがロサンゼルス・ドジャース戦で史上18人目となる1試合4本塁打を記録[135]。
- 5日
  - ピッツバーグ・パイレーツはニール・ハンティントンGM、クリント・ハードル監督と2021年までの4年の契約延長（2018年に設定されていたオプションは破棄）[136]。
- 9日
  - シアトル・マリナーズのロビンソン・カノがロサンゼルス・エンゼルス戦で史上2人目となる13年連続30二塁打を達成[137]。
  - シカゴ・ホワイトソックスのホセ・アブレイユがサンフランシスコ・ジャイアンツ戦で史上319度目となるサイクル安打を達成[138]。
- 10日
  - ワシントン・ナショナルズが2年連続5回目の地区優勝を達成[139]。
- 11日
  - ニューヨーク・ヤンキースのジャコビー・エルズベリーがタンパベイ・レイズ戦で通算30回目の打撃妨害を記録し、ピート・ローズの持つ歴代最多記録を更新[140]。
- 13日
  - クリーブランド・インディアンスがアメリカンリーグ新記録となる21連勝を記録[141]。
- 14日
  - クリーブランド・インディアンスがアメリカンリーグ連勝記録を22連勝に更新すると同時に、1935年のシカゴ・カブスを抜くMLB新記録となる22連勝を記録した[142]。記録は22連勝で止まる[143]。
- 15日
  - MLB機構はボストン・レッドソックスが8月18日から20日のニューヨーク・ヤンキース戦においてApple Watchを使ってサインを盗んだとして罰金処分を科し、全球団にも警告[144]。
- 16日
  - クリーブランド・インディアンスが2年連続9回目の地区優勝[145]。
  - マイアミ・マーリンズの田澤純一が5年連続50試合登板。日本人メジャーリーガー史上初[146]。
- 17日
  - ヒューストン・アストロズが16年ぶり7回目の地区優勝を達成[147]。
- 19日
  - ワシントン・ナショナルズのマックス・シャーザーがアトランタ・ブレーブス戦で史上4人目となる4年連続250奪三振を達成[148]。
- 20日
  - トロント・ブルージェイズはマルコ・エストラーダと2018年の1年1300万ドルで契約延長[149]。
  - サンディエゴ・パドレスはクレイトン・リチャードと2019年までの2年600万ドルで契約延長[150]。
  - ボストン・レッドソックスのクリス・セールがボルチモア・オリオールズ戦で、指名打者制のあるアメリカンリーグではペドロ・マルティネス以来18年ぶりとなる300奪三振を達成[151]。
  - カンザスシティ・ロイヤルズのマイク・ムスタカスがトロント・ブルージェイズ戦でシーズン37本塁打を記録し、スティーブ・バルボニの持つ球団記録を更新[152]。
- 22日
  - ロサンゼルス・ドジャースのコディ・ベリンジャーが39号本塁打を記録し、ナショナルリーグの新人最多本塁打記録を樹立[153]。
  - ロサンゼルス・ドジャースが5年連続16回目の地区優勝を達成[154]。
  - デトロイト・タイガースはブラッド・オースマス監督に今シーズン限りでの契約解除を通告した[155]。
  - シンシナティ・レッズはタッカー・バーンハートと2021年までの4年1600万ドルで契約延長[156]。
- 23日
  - アトランタ・ブレーブスはカート・スズキと2018年の1年350万ドルの契約延長[157]。
  - シンシナティ・レッズのブロンソン・アローヨが現役引退を表明[158]。
  - オークランド・アスレチックスのブルース・マックスウェルがMLBの選手として初めて、国歌斉唱の際に膝をつきドナルド・トランプに抗議した[159]。
  - シカゴ・ホワイトソックスのホセ・アブレイユがカンザスシティ・ロイヤルズ戦で史上5人目となるデビューから4年連続100打点を達成[160][161]。
- 24日
  - アリゾナ・ダイヤモンドバックスは球団史上初のワイルドカードを獲得し、6年ぶりのポストシーズン進出が決定[162]。
  - タンパベイ・レイズのルーカス・ドゥーダが本塁打を記録し、これが球団シーズン217号本塁打となり、球団新記録となった[163]。
- 25日
  - ニューヨーク・ヤンキースのアーロン・ジャッジがロイヤルズ戦でシーズン49号本塁打を記録し、1987年にマーク・マグワイアが記録した新人シーズン本塁打記録に並び、同日中にトレバー・ケーヒルから2本目となるシーズン50本塁打を記録し、新人シーズン本塁打記録を更新した[164]。50本塁打は史上29人目（45度目）。シーズン終了までに記録を52本に伸ばした。またジャンカルロ・スタントンと合わせて、MLBで複数人の50本塁打達成は10年ぶり。
- 27日
  - MLB機構はデレク・ジーター、ブルース・シャーマンらのグループによるマイアミ・マーリンズの12億ドル（当時約1356億円）での買収を正式に承認[165]。
  - サンフランシスコ・ジャイアンツのマット・ケインがシーズン終了後に現役引退することを表明[166]。
  - シカゴ・カブスが2年連続7度目の地区優勝を達成[167]。
- 27日
  - ミネソタ・ツインズは球団史上初のワイルドカードを獲得し、7年ぶりのポストシーズン進出が決定、前年100敗以上のチームとしては史上初[168]。
- 28日
  - ヒューストン・アストロズのホセ・アルトゥーベがボストン・レッドソックス戦で史上13人目となる4年連続200安打を達成[注釈 1][169]。
- 29日
  - フィラデルフィア・フィリーズはピート・マッカニン監督の解任を発表[170]。
- 30日
  - ボストン・レッドソックスの2年連続9度目の地区優勝[171]、ニューヨーク・ヤンキースのワイルドカードがそれぞれ決定[172]。
  - コロラド・ロッキーズはナショナルリーグの第2ワイルドカードを獲得し、8年ぶりのポストシーズン進出が決定[173]。
  - ヒューストン・アストロズがシーズン100勝に到達、ロサンゼルス・ドジャース、クリーブランド・インディアンスに次ぐ3球団目で、同一シーズン3球団の100勝到達は14年ぶり6度目[174]。
  - デトロイト・タイガースのアンドリュー・ロマインがミネソタ・ツインズ戦で史上5人目となる1試合9ポジションを守った[175]。

### 10月
- 1日 - レギュラーシーズン全日程終了
  - このシーズンの全チーム合計で歴代1位となる6105本の本塁打が記録された（従来の記録は2000年の5693本）[176]。
  - ピッツバーグ・パイレーツのジョン・ジェイソが現役引退を表明[177]。
  - ニューヨーク・メッツはテリー・コリンズ監督の退任、球団フロントへの転出を発表[178]。
- 3日
  - アメリカンリーグワイルドカードゲームはニューヨーク・ヤンキースがミネソタ・ツインズに8対4で勝利し、ディビジョンシリーズ進出決定[179]。
- 4日
  - ナショナルリーグワイルドカードゲームはアリゾナ・ダイヤモンドバックスがコロラド・ロッキーズに11対8で勝利し、ディビジョンシリーズ進出決定[180]。

- 5日
  - ヒューストン・アストロズのホセ・アルトゥーベがボストン・レッドソックスとの地区シリーズ第1戦で、ポストシーズン史上9人目となる1試合3本塁打を記録[181]。
- 9日
  - ミネソタ・ツインズはポール・モリター監督と2020年までの3年の契約延長[182]。
  - アメリカンリーグのディビジョンシリーズでヒューストン・アストロズがボストン・レッドソックスを3勝1敗で下し、リーグチャンピオンシップシリーズ進出決定[183]。
  - ナショナルリーグのディビジョンシリーズでロサンゼルス・ドジャースがアリゾナ・ダイヤモンドバックスを3勝0敗で下し、リーグチャンピオンシップシリーズ進出決定[184]。
- 11日
  - アメリカンリーグのディビジョンシリーズでニューヨーク・ヤンキースがクリーブランド・インディアンスを3勝2敗で下し、リーグチャンピオンシップシリーズ進出決定[185]。
  - ボストン・レッドソックスはジョン・ファレル監督の解任を発表[186]。
- 12日
  - ナショナルリーグのディビジョンシリーズでシカゴ・カブスがワシントン・ナショナルズを3勝2敗で下し、リーグチャンピオンシップシリーズ進出決定[187]。

- 19日
  - ロサンゼルス・ドジャースのエンリケ・ヘルナンデスがシカゴ・カブスとのリーグ優勝決定シリーズ第5戦で、ポストシーズン史上10人目となる1試合3本塁打を記録[188]。
  - ナショナルリーグのリーグチャンピオンシップシリーズでロサンゼルス・ドジャースがシカゴ・カブスを4勝1敗で下し、29年ぶり22回目のリーグ優勝を達成[189]。
- 20日
  - デトロイト・タイガースは新監督に前ミネソタ・ツインズ監督のロン・ガーデンハイアーの就任を発表[190]。
  - ワシントン・ナショナルズはダスティ・ベイカー監督の解任を発表[191]。
- 21日
  - アメリカンリーグのリーグチャンピオンシップシリーズでヒューストン・アストロズがニューヨーク・ヤンキースを4勝3敗で下し、12年ぶり2回目、アメリカンリーグ移行後では初となるリーグ優勝を達成[192]。ナショナル・アメリカン両方のリーグからワールドシリーズ出場する球団はMLB史上初。
- 22日
  - ボストン・レッドソックスは新監督としてヒューストン・アストロズベンチコーチのアレックス・コーラの就任を発表[193]
- 23日
  - ニューヨーク・メッツは新監督としてクリーブランド・インディアンス投手コーチのミッキー・キャラウェイの就任を発表[194]。
- 30日
  - フィラデルフィア・フィリーズは新監督として2005年に読売ジャイアンツでプレーしたゲーブ・キャプラーの就任を発表[195]。
  - ワシントン・ナショナルズは新監督として前シカゴ・カブスベンチコーチのデーブ・マルティネスの就任を発表[196]。

### 11月
- 1日
  - ヒューストン・アストロズがロサンゼルス・ドジャースを4勝3敗で破り、初のワールドシリーズ制覇[197]。
- 2日
  - ワールドシリーズ終了を受けて、選手会よりFAとなった149選手が発表された[198]。
- 13日
  - 新人王が発表され、ナ・リーグはコディ・ベリンジャー、ア・リーグはアーロン・ジャッジが受賞、両リーグともに満票での選出は20年ぶり史上4組目[注釈 2][199]。
  - アトランタ・ブレーブスは、GMにアレックス・アンソポロスが就任したことを発表[200]。
  - ヒューストン・アストロズのカルロス・ベルトランが現役引退を表明[201]。
  - ロサンゼルス・ドジャースとサンディエゴ・パドレスが2018年5月4日・5日・6日にメキシコのモントレーで1999年以来となる公式戦を開催することを発表した。ドジャースにとっては中南米での公式戦開催は初であり、パドレスにとっては3回目となる[202]。
- 15日
  - シアトル・マリナーズはエミリオ・パガン、アレクサンダー・カンポスとのトレードで、リオン・ヒーリーをオークランド・アスレチックスから獲得[203]。
- 16日
  - MVPの受賞者を発表。ア・リーグはヒューストン・アストロズのホセ・アルトゥーベ[204]、ナ・リーグはマイアミ・マーリンズのジャンカルロ・スタントンが受賞[205]。
  - クオリファイング・オファー受諾の回答期限を迎え、全9選手が拒否[注釈 3]してFAとなった[206][207]。
  - シカゴ・ホワイトソックスはインターナショナル・ボーナス・プール（海外選手契約金枠）とのトレードで、チアゴ・ビエイラをシアトル・マリナーズから獲得[208]。
- 17日
  - アトランタ・ブレーブスのジョン・ハートが退社した[209]。
- 11月20日
  - 2018年のスプリングトレーニング及び打撃練習において使用する帽子が発表された[210]。
- 29日
  - オークランド・アスレチックスはロサンゼルス・エンゼルスからFAのヤスメイロ・ペティットと2年総額1000万ドルの契約に合意[211]。
- 30日
  - タンパベイ・レイズのブラッド・ボックスバーガーとアリゾナ・ダイヤモンドバックスのカーティス・テイラー（英語版）のトレードが成立[212]。

### 12月
- 1日
  - シカゴ・ホワイトソックスはボルチモア・オリオールズからFAのウェリントン・カスティーヨと2年総額1500万ドルの契約に合意[213]。
- 4日
  - ニューヨーク・ヤンキースは新監督としてアーロン・ブーンの就任を発表[214]。
- 5日
  - セントルイス・カージナルスは前読売ジャイアンツのマイルズ・マイコラスと2年1550万ドルで契約[215]。
- 6日
  - テキサス・レンジャーズはカンザスシティ・ロイヤルズからFAのマイク・マイナーと4年総額2800万ドルの契約に合意[216]。
- 7日
  - シアトル・マリナーズはマイナーの3選手及び後日発表選手とのトレードで、ディー・ゴードンをマイアミ・マーリンズから獲得[217]。
  - シカゴ・カブスはコロラド・ロッキーズからFAのタイラー・チャットウッドと3年総額3800万ドルの契約に合意[218]。
- 8日
  - ロサンゼルス・エンゼルスはこの日、北海道日本ハムファイターズからポスティングシステムでMLB移籍を目指していた大谷翔平と契約。代理人のネズ・バレロがこの日発表[219]。
  - ボストン・レッドソックスのスティーブン・ライトが夫人へのDVの容疑で逮捕[220]。
- 11日
  - マイアミ・マーリンズのジャンカルロ・スタントンと、ニューヨーク・ヤンキースのスターリン・カストロとホルヘ・グーズマン（英語版）とホセ・デバースのトレードが成立。MVPを受賞したそのオフにトレード移籍したのは1914年のエディ・コリンズ、2003年のアレックス・ロドリゲスに続き史上3人目[221]。
- 12日
  - シカゴ・カブスはロサンゼルス・ドジャースからFAのブランドン・モローと2年総額2100万ドルの契約に合意[222]。
  - コロラド・ロッキーズはクリーブランド・インディアンスからFAのブライアン・ショウと3年総額2700万ドルの契約に合意[223]。
  - コロラド・ロッキーズは同球団からFAのジェイク・マギーと3年総額2700万ドルの再契約に合意[224]。
- 13日
  - ヒューストン・アストロズはクリーブランド・インディアンスからFAのジョー・スミスと2年1500万ドルの契約に合意[225]。
  - セントルイス・カージナルスはヒューストン・アストロズからFAのルーク・グレガーソンと2年総額1100万ドルの契約に合意[226]。
  - ミネソタ・ツインズはニューヨーク・ヤンキースからFAのマイケル・ピネダと2年総額1000万ドルの契約に合意[227]。
  - シカゴ・カブスはシアトル・マリナーズからFAのドリュー・スマイリーと2年1000万ドルの契約に合意[228]。
  - シアトル・マリナーズはセントルイス・カージナルスからFAのフアン・ニカシオと2年総額1700万ドルの契約に合意[229]。
  - デトロイト・タイガースのイアン・キンズラーと、ロサンゼルス・エンゼルスのマイナー選手2名のトレードでが成立[230]。
- 14日
  - ニューヨーク・メッツはミルウォーキー・ブルワーズからFAのアンソニー・スウォーザックと2年1400万ドルの契約に合意[231]。
  - シカゴ・カブスはタンパベイ・レイズからFAのスティーブ・シシェックと2年1300万ドルの契約に合意[232]。
  - マイアミ・マーリンズのマーセル・オズナと、セントルイス・カージナルスのマグネウリス・シエラ、サンディ・アルカンタラ、ザック・ガレン、ダニエル・カスタノのトレードが成立[233]。
- 15日
  - フィラデルフィア・フィリーズはクリーブランド・インディアンスからFAのカルロス・サンタナと3年総額6000万ドルの契約に合意[234]。
  - フィラデルフィア・フィリーズはタンパベイ・レイズからFAのトミー・ハンターと2年1800万ドルの契約に合意[235]。
  - フィラデルフィア・フィリーズはコロラド・ロッキーズからFAのパット・ネシェックと2年総額1625万ドルの契約に合意[236]。
  - ロサンゼルス・エンゼルスはシンシナティ・レッズからFAのザック・コザートと3年3800万ドルの契約に合意[237]。
- 16日
  - ロサンゼルス・ドジャースとアトランタ・ブレーブスでトレードが行われ、ドジャースからブランドン・マッカーシー、スコット・カズミアー、チャーリー・カルバーソン、エイドリアン・ゴンザレス、金銭がブレーブスへ移籍し、ブレーブスからマット・ケンプがドジャースへ移籍した。尚、ゴンザレスは同日中にDFAとなった[238]。
- 20日
  - クリーブランド・インディアンスはシアトル・マリナーズからFAのヨンダー・アロンソと2年総額1600万ドルの契約に合意[239]。
  - タンパベイ・レイズのエバン・ロンゴリアと、サンフランシスコ・ジャイアンツのデナード・スパン、クリスチャン・アローヨ、スティーブン・ウッズ（英語版）、マット・クルック（英語版）とのトレードが成立[240]。
- 22日
  - アリゾナ・ダイヤモンドバックスは、オリックス・バファローズから海外フリーエージェント権を行使していた平野佳寿と2年600万ドルの契約に合意したと発表した[241]。
- 21日
  - ミルウォーキー・ブルワーズはサンディエゴ・パドレスからFAのヨーリス・チャシーンと2年1550万ドルの契約に合意[242]。
- 29日
  - コロラド・ロッキーズはシカゴ・カブスからFAのウェイド・デービスと3年総額5200万ドルの契約に合意。1年平均1730万ドル余りは救援投手史上最高額（従来の最高はアロルディス・チャップマンの1720万ドル）[243]。

## 達成された記録

### 打者の記録
- 04月08日 - ニューヨーク・ヤンキースのマット・ホリデイがボルチモア・オリオールズ戦で通算2000安打、史上281人目[244]。
- 04月10日 - サンディエゴ・パドレスのウィル・マイヤーズがコロラド・ロッキーズ戦で史上313度目となるサイクル安打を達成[245]。
- 04月23日 - ロサンゼルス・エンゼルスのアルバート・プホルスがトロント・ブルージェイズ戦で通算1832打点を記録し、ドミニカ共和国出身選手としての最多記録を更新（従来の最多はマニー・ラミレス）[246]。
- 04月25日 - ワシントン・ナショナルズのトレイ・ターナーがコロラド・ロッキーズ戦で史上314度目となるサイクル安打を達成[247]。
- 04月29日 - ロサンゼルス・エンゼルスのアルバート・プホルスが通算100犠飛、史上32人目。
- 04月29日 - テキサス・レンジャーズのカルロス・ゴメスが、ロサンゼルス・エンゼルス戦で史上315度目となるサイクル安打を達成（複数回の達成は史上30人目）[248]。
- 05月02日 - デトロイト・タイガースのミゲル・カブレラが通算450本塁打、史上38人目[249]。
- 05月02日 - ニューヨーク・メッツのジェイ・ブルースが通算250本塁打、史上219人目。
- 05月03日 - ニューヨーク・ヤンキースのマット・ホリデーが通算300本塁打、史上142人目[250]。
- 05月04日 - シンシナティ・レッズのビリー・ハミルトンがピッツバーグ・パイレーツ戦で通算200盗塁、史上4番目の早さ（424試合）[251][252]。
- 05月05日 - アトランタ・ブレーブスのニック・マーケイキスが通算400二塁打、史上182人目[253]。
- 05月05日 - ヒューストン・アストロズのブライアン・マッキャンがロサンゼルス・エンゼルス戦で史上220人目となる通算250本塁打、史上220人目。
- 05月14日 - ロサンゼルス・エンゼルスのマイク・トラウトがデトロイト・タイガース戦で通算150盗塁を達成し、史上最年少となる25歳280日で150本塁打・150盗塁を達成（従来の記録はアレックス・ロドリゲスの26歳54日）[254]。
- 05月18日 - ボルチモア・オリオールズのクリス・デービスが通算250本塁打、史上220人目。
- 05月20日 - ニューヨーク・メッツのホセ・レイエスが通算2000安打、史上282人目[255]。
- 05月22日 - アトランタ・ブレーブスのブランドン・フィリップスが通算200本塁打、史上197人目[256]し、史上48人目（二塁手として6人目）となる通算200本塁打・200盗塁も達成[257]。
- 05月26日 - ヒューストン・アストロズのカルロス・ベルトランが通算2500試合出場、史上58人目。
- 06月02日 - マイアミ・マーリンズのジャンカルロ・スタントンがアリゾナ・ダイヤモンドバックス戦で通算579打点を記録し、マイク・ローウェルの持つ球団記録を更新[258]。
- 06月02日 - デトロイト・タイガースのミゲル・カブレラがシカゴ・ホワイトソックス戦で史上39人目となる通算1000長打を達成[259]。

- 06月05日 - ロサンゼルス・エンゼルスのアルバート・プホルスが通算600本塁打。史上9人目[260]。
- 06月06日 - アトランタ・ブレーブスのエンダー・インシアーテが通算500安打[261]。
- 06月10日 - カンザスシティ・ロイヤルズのサルバドール・ペレスが通算100本塁打[262]。
- 06月10日 - タンパベイ・レイズのエバン・ロンゴリアが通算250本塁打、史上222人目[263]。
- 06月11日 - ヒューストン・アストロズの青木宣親が日米通算2000本安打。日本人史上7人目[264]。
- 06月15日 - ニューヨーク・メッツのカーティス・グランダーソンが通算300本塁打[265]。
- 06月17日 - テキサス・レンジャーズのマイク・ナポリが通算250本塁打、史上223人目[266]。

- 06月18日 - コロラド・ロッキーズのノーラン・アレナドが球団史上8人目となるサイクル安打、球団史上8人目[267]。
- 06月23日 - ボストン・レッドソックスのハンリー・ラミレスが通算250本塁打、史上224人目[268]。
- 06月27日 - テキサス・レンジャーズのエイドリアン・ベルトレが通算450本塁打、史上39人目[269]。
- 07月4日 - テキサス・レンジャーズのエイドリアン・ベルトレが通算600二塁打、史上17人目[270]。
- 07月07日 - テキサス・レンジャーズのエイドリアン・ベルトレが通算5000塁打、史上21人目[271]。
- 07月07日 - ニューヨーク・ヤンキースのアーロン・ジャッジが30号本塁打、球団の新人本塁打記録を81年ぶりに更新[272]。
- 07月07日 - デトロイト・タイガースのビクター・マルティネスが通算2000本安打[273]。
- 07月07日 - ロサンゼルス・ドジャースのチェイス・アトリーが通算1000打点[274]。
- 07月07日 - ボストン・レッドソックスのハンリー・ラミレスが通算1000得点、史上331人目[275]。
- 07月07日 - マイアミ・マーリンズのイチローがセントルイス・カージナルス戦で通算3054安打を記録し、ロッド・カルーが持つアメリカ以外の出身選手として最多記録を更新[276]。
- 07月08日 - シアトル・マリナーズのネルソン・クルーズが通算300号本塁打[277]。
- 07月15日 - ロサンゼルス・ドジャースのコディ・ベリンジャーがサイクルヒット達成、ドジャーズでは新人史上初[278]。
- 07月17日 - ワシントン・ナショナルズのライアン・ジマーマンがシンシナティ・レッズ戦で通算235本塁打を記録し、ブラディミール・ゲレーロの持つ球団記録を更新[279]。
- 07月19日 - クリーブランド・インディアンスのマイケル・ブラントリーが通算1000安打[280]。
- 07月24日 - ニューヨーク・メッツのホセ・レイエスが通算500盗塁、史上39人目[281]。
- 07月25日 - クリーブランド・インディアンスのエドウィン・エンカーナシオンがロサンゼルス・エンゼルス戦で通算1000打点、史上284人目[282]。

- 07月30日 - テキサス・レンジャーズのエイドリアン・ベルトレが通算3000安打、史上31人目[283]。
- 08月01日 - タンパベイ・レイズのエバン・ロンゴリアがサイクル安打達成[284]。
- 08月02日 - デトロイト・タイガースのビクター・マルティネスが通算400二塁打、史上183人目[285]。
- 08月03日 - アトランタ・ブレーブスのニック・マーケイキスが通算2000本安打[286]。
- 08月04日 - ロサンゼルス・エンゼルスのアルバート・プホルスが通算351併殺打を記録し、カル・リプケン・ジュニアの持つ歴代最多記録を更新[287]。
- 08月05日 - シアトル・マリナーズのロビンソン・カノが通算500二塁打[288]。
- 08月07日 - ロサンゼルス・エンゼルスのマイク・トラウトが通算1000安打[289]。
- 08月07日 - ワシントン・ナショナルズのブライス・ハーパーが通算150本塁打[290]。
- 08月08日 - シンシナティ・レッズのジョーイ・ボットが通算250本塁打、史上225人目。
- 08月08日 - コロラド・ロッキーズのチャーリー・ブラックモンが通算100本塁打[291]。
- 08月09日 - ワシントン・ナショナルズのライアン・ジマーマンがマイアミ・マーリンズ戦で通算906打点を記録し、ティム・ウォーラックの持つ球団記録を更新[292]。
- 08月13日 - マイアミ・マーリンズのジャンカルロ・スタントンが通算250本塁打、史上226人目[293]。
- 08月21日 - ニューヨーク・ヤンキースのアーロン・ジャッジがボストン・レッドソックス戦で37試合連続三振を記録し、ビル・ストーンマン（英語版）投手の持つ歴代最長記録に並んだ（単一シーズンでは史上初）[294]。
- 08月22日 - ロサンゼルス・ドジャースのエイドリアン・ゴンザレスが通算2000安打[295]。
- 08月22日 - ロサンゼルス・エンゼルスのアルバート・プホルスが通算610号本塁打を記録し、サミー・ソーサの通算609号を抜いて、アメリカ合衆国外出身選手通算最多本塁打記録を更新した[296]。
- 08月30日 - アトランタ・ブレーブスのブランドン・フィリップスが通算2000本安打、史上286人目[297]。
- 08月28日 - ボルチモア・オリオールズのアダム・ジョーンズが通算250本塁打、史上227人目[298]。
- 09月05日 - ボルチモア・オリオールズのマーク・トランボが通算200本塁打、史上338人目[299]。
- 09月08日 - ミルウォーキー・ブルワーズのライアン・ブラウンがシカゴ・カブス戦で通算300本塁打、史上145人目[300]。
- 09月13日 - アリゾナ・ダイヤモンドバックスのポール・ゴールドシュミットが通算1000安打[301]。
- 09月13日 - ロサンゼルス・エンゼルスのジャスティン・アップトンがヒューストン・アストロズ戦で通算250本塁打、史上228人目[302]。
- 09月13日 - ピッツバーグ・パイレーツのアンドリュー・マカッチェンが通算200本塁打、史上339人目（球団史上4人目）[303]。
- 09月16日 - ロサンゼルス・ドジャースのチェイス・アトリーが通算400二塁打、史上184人目[304]。
- 09月21日 - ミネソタ・ツインズのジョー・マウアーが通算400二塁打、史上185人目[305]。
- 09月21日 - シアトル・マリナーズのロビンソン・カノが通算300本塁打[306]。
- 09月23日 - ワシントン・ナショナルズのアダム・リンドがニューヨーク・メッツ戦で通算200本塁打、史上340人目[307]。
- 09月29日 - ロサンゼルス・エンゼルスのマイク・トラウトがシアトル・マリナーズ戦で史上341人目（球団史上4人目）となる通算200本塁打を、史上9番目の若さとなる26歳53日で達成[308]。

### 投手の記録
- 04月02日 - アリゾナ・ダイヤモンドバックスのザック・グレインキーがサンフランシスコ・ジャイアンツ戦で通算350先発登板、史上208人目。
- 04月02日 -  サンフランシスコ・ジャイアンツのマディソン・バムガーナーがアリゾナ・ダイヤモンドバックス戦で、投手としては史上初となる開幕戦で2本塁打を記録[309]。
- 04月05日 - ミネソタ・ツインズのマット・ベライルがカンザスシティ・ロイヤルズ戦で通算600試合登板、史上215人目[310]。
- 04月09日 - フィラデルフィア・フィリーズのホアキン・ベノワがワシントン・ナショナルズ戦で、1999年以降で3人目となる通算200ホールド。
- 04月17日 - セントルイス・カージナルスのアダム・ウェインライトがニューヨーク・ヤンキース戦で史上207人目（カージナルスの選手としてはボブ・ギブソン以来2人目）となる通算1500奪三振[311]。
- 04月22日 - ボルチモア・オリオールズのダレン・オデイがボストン・レッドソックス戦で史上393人目となる通算500試合登板[312]。
- 05月03日 - シカゴ・カブスの上原浩治が通算400試合登板、日本人2人目（長谷川滋利以来）[313]。
- 05月07日 - ミネソタ・ツインズのアービン・サンタナがボストン・レッドソックス戦で史上209人目となる通算350先発登板。
- 05月16日 - テキサス・レンジャーズのダルビッシュ有がフィラデルフィア・フィリーズ戦で通算50勝、日本人6人目[注釈 4][314]。
- 05月17日 - クリーブランド・インディアンスのブーン・ローガンがタンパベイ・レイズ戦で通算600試合登板、史上216人目[315]。
- 05月23日 - ミネソタ・ツインズのアービン・サンタナがボルチモア・オリオールズ戦で通算10完封。
- 05月31日 -  ニューヨーク・ヤンキースの田中将大が通算500奪三振。日本人史上8人目[316]。
- 06月02日 - ロサンゼルス・ドジャースのクレイトン・カーショウが、ミルウォーキー・ブルワーズ戦で通算2000奪三振[317]。

- 06月03日 - マイアミ・マーリンズのエディンソン・ボルケスがノーヒットノーランを達成。史上296人目[318]。
- 06月11日 - ワシントン・ナショナルズのマックス・シャーザーが通算2000奪三振[319]。
- 06月11日 - ロサンゼルス・ドジャースのケンリー・ジャンセンがシンシナティ・レッズ戦で史上49人目となる通算200セーブを達成[320]。
- 06月12日 - テキサス・レンジャーズのダルビッシュ有が日米通算2000投球回。日本人史上2人目[321]。
- 06月13日 - シカゴ・カブスのジョン・レスターがニューヨーク・メッツ戦で史上257人目となる通算150勝を達成[322]。
- 06月23日 - シアトル・マリナーズのフェリックス・ヘルナンデスがヒューストン・アストロズ戦で通算157勝を記録し、フレディ・ガルシアの持つベネズエラ出身選手としての最多勝利記録を更新[323]。
- 06月24日 - シカゴ・ホワイトソックスのジェームズ・シールズがオークランド・アスレチックス戦で史上81人目となる通算2000奪三振を達成[324]。
- 06月25日 - トロント・ブルージェイズのフランシスコ・リリアーノが通算100勝を達成[325]。
- 06月27日 - デトロイト・タイガースのジャスティン・バーランダーがカンザスシティ・ロイヤルズ戦で歴代6位タイとなる331試合連続奪三振を達成[326]。
- 07月02日 - アリゾナ・ダイヤモンドバックスのフェルナンド・ロドニーがコロラド・ロッキーズ戦で史上50人目となる通算800試合登板を達成[327]。
- 07月08日 - オークランド・アスレチックスのサンティアゴ・カシーヤがシアトル・マリナーズ戦で、史上217人目となる通算600試合登板を達成[328]。
- 07月15日 - ロサンゼルス・ドジャースのアレックス・ウッドが球団新記録を更新する開幕11連勝[329]。
- 07月18日 - アリゾナ・ダイヤモンドバックスのロビー・レイが通算500奪三振を達成[330]。
- 07月19日 - アトランタ・ブレーブスのR.A.ディッキーがシカゴ・カブス戦で史上439人目となる通算2000投球回を達成[331]。
- 07月23日 - ヒューストン・アストロズのルーク・グレガーソンがボルチモア・オリオールズ戦で、史上218人目となる通算600試合登板を達成[332]。
- 07月23日 - シカゴ・ホワイトソックスのタイラー・クリッパードがカンザスシティ・ロイヤルズ戦で、史上219人目となる通算600試合登板を達成[333]。
- 07月23日 - ワシントン・ナショナルズのジョー・ブラントンがアリゾナ・ダイヤモンドバックス戦で史上611人目となる通算100勝を達成。
- 08月01日 - シカゴ・カブスのジョン・レスターが通算2000奪三振を達成[334]。
- 08月01日 - ニューヨーク・ヤンキースのCC・サバシアがデトロイト・タイガース戦で史上48人目となる通算500試合先発登板を達成[335]。
- 08月13日 - アトランタ・ブレーブスのジム・ジョンソンがセントルイス・カージナルス戦で史上220人目となる通算600試合登板を達成[336]。
- 08月17日 - タンパベイ・レイズのクリス・アーチャーが通算1000奪三振を達成[337]。
- 08月21日 - ボルチモア・オリオールズのザック・ブリットンがオークランド・アスレチックス戦で歴代2位となる60試合連続セーブ成功を達成[338]。
- 08月20日 - ミネソタ・ツインズのバートロ・コローンが史上18人目の全30球団からの勝利を達成[339]。
- 08月24日 - ワシントン・ナショナルズのマット・アルバースがヒューストン・アストロズ戦で史上396人目となる通算500試合登板を達成[340]。
- 08月29日 - ボストン・レッドソックスのクリス・セールがトロント・ブルージェイズ戦で史上208人目となる通算1500奪三振を、歴代最速となる通算1290投球回で達成（従来の記録はケリー・ウッドの1303投球回）[341]。
- 09月02日 - ニューヨーク・ヤンキースの田中将大がボストン・レッドソックス戦で日本人投手7人目となる通算50勝を達成[注釈 5][342]。
- 09月08日 - ロサンゼルス・ドジャースのダルビッシュ有がコロラド・ロッキーズ戦で通算1000奪三振を、史上最速となる128試合・812投球回で達成（従来の最速記録はケリー・ウッドの134試合・853投球回）[343]。
- 09月13日 - ニューヨーク・ヤンキースのアロルディス・チャップマンがタンパベイ・レイズ戦で史上50人目となる通算200セーブを達成[344]。
- 09月14日 - ニューヨーク・ヤンキースの田中将大が日米通算150勝[345]。
  - フィラデルフィア・フィリーズのリース・ホスキンスがマイアミ・マーリンズ戦で史上初となるデビューから34試合での18本塁打を記録（従来の記録はWally Berger、コディ・ベリンジャーの47試合）[346]。
- 09月22日 - アリゾナ・ダイヤモンドバックスのフェルナンド・ロドニーが史上28人目となる通算300セーブを達成した[347]。
- 09月25日 - コロラド・ロッキーズのマイク・ダンがマイアミ・マーリンズ戦で史上396人目となる通算500試合登板を達成[348]。
- 09月30日 - ニューヨーク・メッツのジェリー・ブレビンスがフィラデルフィア・フィリーズ戦で史上396人目となる通算500試合登板を達成[349]。

### その他の記録
- 04月10日 - ニューヨーク・ヤンキースの監督のジョー・ジラルディが、監督通算900勝を達成[350]。
- 05月16日 - シカゴ・カブスのジョー・マドンがシンシナティ・レッズ戦で監督通算1000勝を達成[351]。
- 06月20日 - ジョー・ウェストが審判員として史上3人目となる5000試合出場を達成[352]。
- 07月29日 - オークランド・アスレチックスのボブ・メルビンがミネソタ・ツインズ戦で史上64人目となる監督通算1000勝を達成[353]。
- 08月13日 - トロント・ブルージェイズのジョン・ギボンズが監督通算700勝を達成[354]。

## 監督人事

### シーズン開幕までの変更
| チーム | 新任監督               | 前任監督             | 前職            |
| ------ | ---------------------- | -------------------- | --------------- |
| ARI    | トーリ・ロブロ         | チップ・ヘイル       | BOSベンチコーチ |
| ATL    | ブライアン・スニッカー | フレディ・ゴンザレス | ATL監督代行     |
| CWS    | リック・レンテリア     | ロビン・ベンチュラ   | CWSベンチコーチ |
| COL    | バド・ブラック         | ウォルト・ワイス     |                 |

## 試合結果

### レギュラーシーズン
| アメリカンリーグ | アメリカンリーグ                  | アメリカンリーグ | アメリカンリーグ | アメリカンリーグ | アメリカンリーグ |        |        |        |        |        |        |        |        |        |
| 順               | チーム                            | 勝利             | 敗戦             | 勝率             | G差              |        |        |        |        |        |        |        |        |        |
| 東地区           | 東地区                            | 東地区           | 東地区           | 東地区           | 東地区           | 東地区 | 東地区 | 東地区 | 東地区 | 東地区 | 東地区 | 東地区 | 東地区 | 東地区 |
| ---------------- | --------------------------------- | ---------------- | ---------------- | ---------------- | ---------------- | ------ | ------ | ------ | ------ | ------ | ------ | ------ | ------ | ------ |
| 1                | (3)ボストン・レッドソックス       | 93               | 69               | .574             | -                |        |        |        |        |        |        |        |        |        |
| 2                | (4)ニューヨーク・ヤンキース       | 91               | 71               | .562             | 2.0              |        |        |        |        |        |        |        |        |        |
| 3                | タンパベイ・レイズ                | 80               | 82               | .494             | 13.0             |        |        |        |        |        |        |        |        |        |
| 4                | トロント・ブルージェイズ          | 76               | 86               | .469             | 17.0             |        |        |        |        |        |        |        |        |        |
| 5                | ボルチモア・オリオールズ          | 75               | 87               | .463             | 18.0             |        |        |        |        |        |        |        |        |        |
| 中地区           |                                   |                  |                  |                  |                  |        |        |        |        |        |        |        |        |        |
| 1                | (1)クリーブランド・インディアンス | 102              | 60               | .630             | -                |        |        |        |        |        |        |        |        |        |
| 2                | (5)ミネソタ・ツインズ             | 85               | 77               | .525             | 17.0             |        |        |        |        |        |        |        |        |        |
| 3                | カンザスシティ・ロイヤルズ        | 80               | 82               | .494             | 22.0             |        |        |        |        |        |        |        |        |        |
| 4                | シカゴ・ホワイトソックス          | 67               | 95               | .414             | 35.0             |        |        |        |        |        |        |        |        |        |
| 5                | デトロイト・タイガース            | 64               | 98               | .395             | 38.0             |        |        |        |        |        |        |        |        |        |
| 西地区           |                                   |                  |                  |                  |                  |        |        |        |        |        |        |        |        |        |
| 1                | (2)ヒューストン・アストロズ       | 101              | 61               | .623             | -                |        |        |        |        |        |        |        |        |        |
| 2                | ロサンゼルス・エンゼルス          | 80               | 82               | .494             | 21.0             |        |        |        |        |        |        |        |        |        |
| 3                | シアトル・マリナーズ              | 78               | 84               | .481             | 23.0             |        |        |        |        |        |        |        |        |        |
| 4                | テキサス・レンジャーズ            | 78               | 84               | .481             | 23.0             |        |        |        |        |        |        |        |        |        |
| 5                | オークランド・アスレチックス      | 75               | 87               | .463             | 26.0             |        |        |        |        |        |        |        |        |        |

| ナショナルリーグ | ナショナルリーグ                  | ナショナルリーグ | ナショナルリーグ | ナショナルリーグ | ナショナルリーグ |        |        |        |        |        |        |        |        |        |
| 順               | チーム                            | 勝利             | 敗戦             | 勝率             | G差              |        |        |        |        |        |        |        |        |        |
| 東地区           | 東地区                            | 東地区           | 東地区           | 東地区           | 東地区           | 東地区 | 東地区 | 東地区 | 東地区 | 東地区 | 東地区 | 東地区 | 東地区 | 東地区 |
| ---------------- | --------------------------------- | ---------------- | ---------------- | ---------------- | ---------------- | ------ | ------ | ------ | ------ | ------ | ------ | ------ | ------ | ------ |
| 1                | (2)ワシントン・ナショナルズ       | 97               | 65               | .599             | -                |        |        |        |        |        |        |        |        |        |
| 2                | マイアミ・マーリンズ              | 77               | 85               | .475             | 20.0             |        |        |        |        |        |        |        |        |        |
| 3                | アトランタ・ブレーブス            | 72               | 90               | .444             | 25.0             |        |        |        |        |        |        |        |        |        |
| 4                | ニューヨーク・メッツ              | 70               | 92               | .432             | 27.0             |        |        |        |        |        |        |        |        |        |
| 5                | フィラデルフィア・フィリーズ      | 66               | 96               | .407             | 31.0             |        |        |        |        |        |        |        |        |        |
| 中地区           |                                   |                  |                  |                  |                  |        |        |        |        |        |        |        |        |        |
| 1                | (3)シカゴ・カブス                 | 92               | 70               | .568             | -                |        |        |        |        |        |        |        |        |        |
| 2                | ミルウォーキー・ブルワーズ        | 86               | 76               | .531             | 6.0              |        |        |        |        |        |        |        |        |        |
| 3                | セントルイス・カージナルス        | 83               | 79               | .512             | 9.0              |        |        |        |        |        |        |        |        |        |
| 4                | ピッツバーグ・パイレーツ          | 75               | 87               | .463             | 17.0             |        |        |        |        |        |        |        |        |        |
| 5                | シンシナティ・レッズ              | 68               | 94               | .420             | 24.0             |        |        |        |        |        |        |        |        |        |
| 西地区           |                                   |                  |                  |                  |                  |        |        |        |        |        |        |        |        |        |
| 1                | (1)ロサンゼルス・ドジャース       | 104              | 58               | .642             | -                |        |        |        |        |        |        |        |        |        |
| 2                | (4)アリゾナ・ダイヤモンドバックス | 93               | 69               | .574             | 11.0             |        |        |        |        |        |        |        |        |        |
| 3                | (5)コロラド・ロッキーズ           | 87               | 75               | .537             | 17.0             |        |        |        |        |        |        |        |        |        |
| 4                | サンディエゴ・パドレス            | 71               | 91               | .438             | 33.0             |        |        |        |        |        |        |        |        |        |
| 5                | サンフランシスコ・ジャイアンツ    | 64               | 98               | .395             | 40.0             |        |        |        |        |        |        |        |        |        |

| アメリカンリーグ       | アメリカンリーグ               | アメリカンリーグ | アメリカンリーグ | アメリカンリーグ | アメリカンリーグ | アメリカンリーグ | アメリカンリーグ | アメリカンリーグ | アメリカンリーグ | アメリカンリーグ | アメリカンリーグ | アメリカンリーグ | アメリカンリーグ | アメリカンリーグ |
| 順                     | チーム                         | 地区             | 勝               | 敗               | 率               | 差               |                  |                  |                  |                  |                  |                  |                  |                  |
| 地区優勝               | 地区優勝                       | 地区優勝         | 地区優勝         | 地区優勝         | 地区優勝         | 地区優勝         | 地区優勝         | 地区優勝         | 地区優勝         | 地区優勝         | 地区優勝         | 地区優勝         | 地区優勝         | 地区優勝         |
| ---------------------- | ------------------------------ | ---------------- | ---------------- | ---------------- | ---------------- | ---------------- | ---------------- | ---------------- | ---------------- | ---------------- | ---------------- | ---------------- | ---------------- | ---------------- |
| 1                      | クリーブランド・インディアンス | 中               | 102              | 60               | .630             |                  |                  |                  |                  |                  |                  |                  |                  |                  |
| 2                      | ヒューストン・アストロズ       | 西               | 101              | 61               | .623             |                  |                  |                  |                  |                  |                  |                  |                  |                  |
| 3                      | ボストン・レッドソックス       | 東               | 93               | 69               | .574             |                  |                  |                  |                  |                  |                  |                  |                  |                  |
| ワイルドカード         |                                |                  |                  |                  |                  |                  |                  |                  |                  |                  |                  |                  |                  |                  |
| 4                      | ニューヨーク・ヤンキース       | 東               | 91               | 71               | .562             | -6.0             |                  |                  |                  |                  |                  |                  |                  |                  |
| 5                      | ミネソタ・ツインズ             | 中               | 85               | 77               | .525             | -                |                  |                  |                  |                  |                  |                  |                  |                  |
| レギュラーシーズン敗退 |                                |                  |                  |                  |                  |                  |                  |                  |                  |                  |                  |                  |                  |                  |
| 6                      | カンザスシティ・ロイヤルズ     | 中               | 80               | 82               | .494             | 5.0              |                  |                  |                  |                  |                  |                  |                  |                  |
| 7                      | ロサンゼルス・エンゼルス       | 西               | 80               | 82               | .494             | 5.0              |                  |                  |                  |                  |                  |                  |                  |                  |
| 8                      | タンパベイ・レイズ             | 東               | 80               | 82               | .494             | 5.0              |                  |                  |                  |                  |                  |                  |                  |                  |
| 9                      | シアトル・マリナーズ           | 西               | 78               | 84               | .481             | 7.0              |                  |                  |                  |                  |                  |                  |                  |                  |
| 10                     | テキサス・レンジャーズ         | 西               | 78               | 84               | .481             | 7.0              |                  |                  |                  |                  |                  |                  |                  |                  |
| 11                     | トロント・ブルージェイズ       | 東               | 76               | 86               | .469             | 9.0              |                  |                  |                  |                  |                  |                  |                  |                  |
| 12                     | ボルチモア・オリオールズ       | 東               | 75               | 87               | .463             | 10.0             |                  |                  |                  |                  |                  |                  |                  |                  |
| 13                     | オークランド・アスレチックス   | 西               | 75               | 87               | .463             | 10.0             |                  |                  |                  |                  |                  |                  |                  |                  |
| 14                     | シカゴ・ホワイトソックス       | 中               | 67               | 95               | .414             | 18.0             |                  |                  |                  |                  |                  |                  |                  |                  |
| 15                     | デトロイト・タイガース         | 中               | 64               | 98               | .395             | 21.0             |                  |                  |                  |                  |                  |                  |                  |                  |
| タイブレーク           |                                |                  |                  |                  |                  |                  |                  |                  |                  |                  |                  |                  |                  |                  |
|                        |                                |                  |                  |                  |                  |                  |                  |                  |                  |                  |                  |                  |                  |                  |

| ナショナルリーグ       | ナショナルリーグ               | ナショナルリーグ | ナショナルリーグ | ナショナルリーグ | ナショナルリーグ | ナショナルリーグ | ナショナルリーグ | ナショナルリーグ | ナショナルリーグ | ナショナルリーグ | ナショナルリーグ | ナショナルリーグ | ナショナルリーグ | ナショナルリーグ |
| 順                     | チーム                         | 地区             | 勝               | 敗               | 率               | 差               |                  |                  |                  |                  |                  |                  |                  |                  |
| 地区優勝               | 地区優勝                       | 地区優勝         | 地区優勝         | 地区優勝         | 地区優勝         | 地区優勝         | 地区優勝         | 地区優勝         | 地区優勝         | 地区優勝         | 地区優勝         | 地区優勝         | 地区優勝         | 地区優勝         |
| ---------------------- | ------------------------------ | ---------------- | ---------------- | ---------------- | ---------------- | ---------------- | ---------------- | ---------------- | ---------------- | ---------------- | ---------------- | ---------------- | ---------------- | ---------------- |
| 1                      | ロサンゼルス・ドジャース       | 西               | 104              | 58               | .642             |                  |                  |                  |                  |                  |                  |                  |                  |                  |
| 2                      | ワシントン・ナショナルズ       | 東               | 97               | 65               | .599             |                  |                  |                  |                  |                  |                  |                  |                  |                  |
| 3                      | シカゴ・カブス                 | 中               | 92               | 70               | .568             |                  |                  |                  |                  |                  |                  |                  |                  |                  |
| ワイルドカード         |                                |                  |                  |                  |                  |                  |                  |                  |                  |                  |                  |                  |                  |                  |
| 4                      | アリゾナ・ダイヤモンドバックス | 西               | 93               | 69               | .574             | -6.0             |                  |                  |                  |                  |                  |                  |                  |                  |
| 5                      | コロラド・ロッキーズ           | 西               | 87               | 75               | .537             | -                |                  |                  |                  |                  |                  |                  |                  |                  |
| レギュラーシーズン敗退 |                                |                  |                  |                  |                  |                  |                  |                  |                  |                  |                  |                  |                  |                  |
| 6                      | ミルウォーキー・ブルワーズ     | 中               | 86               | 76               | .531             | 1.0              |                  |                  |                  |                  |                  |                  |                  |                  |
| 7                      | セントルイス・カージナルス     | 中               | 83               | 79               | .512             | 4.0              |                  |                  |                  |                  |                  |                  |                  |                  |
| 8                      | マイアミ・マーリンズ           | 東               | 77               | 85               | .475             | 10.0             |                  |                  |                  |                  |                  |                  |                  |                  |
| 9                      | ピッツバーグ・パイレーツ       | 中               | 75               | 87               | .463             | 12.0             |                  |                  |                  |                  |                  |                  |                  |                  |
| 10                     | アトランタ・ブレーブス         | 東               | 72               | 90               | .444             | 15.0             |                  |                  |                  |                  |                  |                  |                  |                  |
| 11                     | サンディエゴ・パドレス         | 西               | 71               | 91               | .438             | 16.0             |                  |                  |                  |                  |                  |                  |                  |                  |
| 12                     | ニューヨーク・メッツ           | 東               | 70               | 92               | .432             | 17.0             |                  |                  |                  |                  |                  |                  |                  |                  |
| 13                     | シンシナティ・レッズ           | 中               | 68               | 94               | .420             | 19.0             |                  |                  |                  |                  |                  |                  |                  |                  |
| 14                     | フィラデルフィア・フィリーズ   | 東               | 66               | 96               | .407             | 21.0             |                  |                  |                  |                  |                  |                  |                  |                  |
| 15                     | サンフランシスコ・ジャイアンツ | 西               | 64               | 98               | .395             | 23.0             |                  |                  |                  |                  |                  |                  |                  |                  |
| タイブレーク           |                                |                  |                  |                  |                  |                  |                  |                  |                  |                  |                  |                  |                  |                  |
|                        |                                |                  |                  |                  |                  |                  |                  |                  |                  |                  |                  |                  |                  |                  |

### オールスターゲーム
| 日付                        | ビジター球団（先攻） | スコア | ホーム球団（後攻） | 開催球場           |
| --------------------------- | -------------------- | ------ | ------------------ | ------------------ |
| 7月11日                     | アメリカンリーグ     | 2-1    | ナショナルリーグ   | マーリンズ・パーク |
| MVP：ロビンソン・カノ (SEA) |                      |        |                    |                    |

### ポストシーズン
| |      |                      |                      |                      |                      |                      |              |      |                |                |                      |                      |                      |                      |                      |                      |                  |                  |                  |                  |                  |                  |                  |  |  |  |  |  |  |  |  |  |  |  |
| |      |                      |                      |                      |                      |                      |              |      |                | 3              | レッドソックス       | レッドソックス       | レッドソックス       | レッドソックス       | レッドソックス       | レッドソックス       |                  |                  |                  |                  |                  |                  |                  |  |  |  |  |  |  |  |  |  |  |  |
| |      |                      | 2                    | 2                    | 10                   | 4                    |              |      |                |                |                      |                      |                      |                      |                      |                      |                  |                  |                  |                  |                  |                  |                  |  |  |  |  |  |  |  |  |  |  |  |
| |      |                      | 8                    | 8                    | 3                    | 5                    |              |      |                |                |                      |                      |                      |                      |                      |                      |                  |                  |                  |                  |                  |                  |                  |  |  |  |  |  |  |  |  |  |  |  |
| | 2    | アストロズ           | アストロズ           | アストロズ           | アストロズ           | アストロズ           | アストロズ   | 2    | アストロズ     | アストロズ     | アストロズ           | アストロズ           | アストロズ           | アストロズ           |                      |                      |                  |                  |                  |                  |                  |                  |                  |  |  |  |  |  |  |  |  |  |  |  |
| |      |                      |                      |                      |                      |                      |              |      |                |                |                      |                      |                      |                      | 2                    | 2                    | 1                | 4                | 0                | 7                | 4                |                  |                  |  |  |  |  |  |  |  |  |  |  |  |
| |      | 1                    | 1                    | 8                    | 6                    | 5                    | 1            | 0    |                |                |                      |                      |                      |                      |                      |                      |                  |                  |                  |                  |                  |                  |                  |  |  |  |  |  |  |  |  |  |  |  |
| | 5    | ツインズ             | ツインズ             | ツインズ             | ツインズ             | ツインズ             | 4            |      |                | 4              | ヤンキース           | ヤンキース           | ヤンキース           | ヤンキース           | ヤンキース           | ヤンキース           | 4                | ヤンキース       | ヤンキース       | ヤンキース       | ヤンキース       | ヤンキース       | ヤンキース       |  |  |  |  |  |  |  |  |  |  |  |
| | 4    | ヤンキース           | ヤンキース           | ヤンキース           | ヤンキース           | ヤンキース           | 8            |      |                | 0              | 8                    | 1                    | 7                    | 5                    |                      |                      | ALCS             | ALCS             | ALCS             | ALCS             | ALCS             | ALCS             | ALCS             |  |  |  |  |  |  |  |  |  |  |  |
| | ALWC | ALWC                 | ALWC                 | ALWC                 | ALWC                 | ALWC                 | ALWC         |      |                | 4              | 9                    | 0                    | 3                    | 2                    |                      |                      | ALCS             | ALCS             | ALCS             | ALCS             | ALCS             | ALCS             | ALCS             |  |  |  |  |  |  |  |  |  |  |  |
| | ALWC | ALWC                 | ALWC                 | ALWC                 | ALWC                 | ALWC                 | ALWC         | 1    | インディアンス | インディアンス | インディアンス       | インディアンス       | インディアンス       | インディアンス       |                      |                      |                  |                  |                  |                  |                  |                  |                  |  |  |  |  |  |  |  |  |  |  |  |
| |      |                      |                      |                      |                      |                      |              | ALDS | ALDS           | ALDS           | ALDS                 | ALDS                 | ALDS                 | ALDS                 | 2                    | アストロズ           | アストロズ       | アストロズ       | アストロズ       | アストロズ       | アストロズ       |                  |                  |  |  |  |  |  |  |  |  |  |  |  |
| | 1    | 7                    | 5                    | 2                    | 13                   | 1                    | 5            | ALDS | ALDS           | ALDS           | ALDS                 | ALDS                 | ALDS                 | ALDS                 |                      |                      |                  |                  |                  |                  |                  |                  |                  |  |  |  |  |  |  |  |  |  |  |  |
| |      |                      |                      |                      |                      |                      |              |      | 3              | 6              | 3                    | 2                    | 12                   | 3                    | 1                    |                      |                  |                  |                  |                  |                  |                  |                  |  |  |  |  |  |  |  |  |  |  |  |
| | 1    | ドジャース           | ドジャース           | ドジャース           | ドジャース           | ドジャース           | ドジャース   |      |                |                |                      |                      |                      |                      |                      |                      |                  |                  |                  |                  |                  |                  |                  |  |  |  |  |  |  |  |  |  |  |  |
| |      |                      |                      |                      |                      |                      |              |      |                | 3              | カブス               | カブス               | カブス               | カブス               | カブス               | カブス               | ワールドシリーズ | ワールドシリーズ | ワールドシリーズ | ワールドシリーズ | ワールドシリーズ | ワールドシリーズ | ワールドシリーズ |  |  |  |  |  |  |  |  |  |  |  |
| |      |                      | 3                    | 3                    | 2                    | 0                    | 9            |      |                |                |                      |                      |                      |                      |                      |                      | ワールドシリーズ | ワールドシリーズ | ワールドシリーズ | ワールドシリーズ | ワールドシリーズ | ワールドシリーズ | ワールドシリーズ |  |  |  |  |  |  |  |  |  |  |  |
| |      |                      | 0                    | 6                    | 1                    | 5                    | 8            |      |                |                |                      |                      |                      |                      |                      |                      |                  |                  |                  |                  |                  |                  |                  |  |  |  |  |  |  |  |  |  |  |  |
| | 2    | ナショナルズ         | ナショナルズ         | ナショナルズ         | ナショナルズ         | ナショナルズ         | ナショナルズ | 3    | カブス         | カブス         | カブス               | カブス               | カブス               | カブス               |                      |                      |                  |                  |                  |                  |                  |                  |                  |  |  |  |  |  |  |  |  |  |  |  |
| |      |                      |                      |                      |                      |                      |              |      |                |                |                      |                      |                      |                      | 2                    | 1                    | 1                | 3                | 1                |                  |                  |                  |                  |  |  |  |  |  |  |  |  |  |  |  |
| |      | 5                    | 4                    | 6                    | 2                    | 11                   |              |      |                |                |                      |                      |                      |                      |                      |                      |                  |                  |                  |                  |                  |                  |                  |  |  |  |  |  |  |  |  |  |  |  |
| | 5    | ロッキーズ           | ロッキーズ           | ロッキーズ           | ロッキーズ           | ロッキーズ           | 8            |      |                | 4              | ダイヤモンドバックス | ダイヤモンドバックス | ダイヤモンドバックス | ダイヤモンドバックス | ダイヤモンドバックス | ダイヤモンドバックス | 1                | ドジャース       | ドジャース       | ドジャース       | ドジャース       | ドジャース       | ドジャース       |  |  |  |  |  |  |  |  |  |  |  |
| | 4    | ダイヤモンドバックス | ダイヤモンドバックス | ダイヤモンドバックス | ダイヤモンドバックス | ダイヤモンドバックス | 11           |      |                | 5              | 5                    | 1                    |                      |                      |                      |                      | NLCS             | NLCS             | NLCS             | NLCS             | NLCS             | NLCS             | NLCS             |  |  |  |  |  |  |  |  |  |  |  |
| | NLWC | NLWC                 | NLWC                 | NLWC                 | NLWC                 | NLWC                 | NLWC         |      |                | 9              | 8                    | 3                    |                      |                      |                      |                      | NLCS             | NLCS             | NLCS             | NLCS             | NLCS             | NLCS             | NLCS             |  |  |  |  |  |  |  |  |  |  |  |
| | NLWC | NLWC                 | NLWC                 | NLWC                 | NLWC                 | NLWC                 | NLWC         | 1    | ドジャース     | ドジャース     | ドジャース           | ドジャース           | ドジャース           | ドジャース           |                      |                      |                  |                  |                  |                  |                  |                  |                  |  |  |  |  |  |  |  |  |  |  |  |
| |      |                      |                      |                      |                      |                      |              | NLDS |                |                |                      |                      |                      |                      |                      |                      |                  |                  |                  |                  |                  |                  |                  |  |  |  |  |  |  |  |  |  |  |  |
| |      |                      |                      |                      |                      |                      |              |      |                |                |                      |                      |                      |                      |                      |                      |                  |                  |                  |                  |                  |                  |                  |  |  |  |  |  |  |  |  |  |  |  |
| - 対戦カードはレギュラーシーズンのシード順で決定される - チーム名の左の数字は、レギュラーシーズンの結果に基づいて決定されたシード順 - 各ラウンドの開催地は、ワイルドカードの1試合、5回戦の1・2・5戦、7回戦の1・2・6・7戦がシード上位のホームグラウンドとなる - ワールドシリーズはレギュラーシーズン成績上位がシード順上位扱いとなる |      |                      |                      |                      |                      |                      |              |      |                |                |                      |                      |                      |                      |                      |                      |                  |                  |                  |                  |                  |                  |                  |  |  |  |  |  |  |  |  |  |  |  |

#### ワイルドカードプレーオフ

##### アメリカンリーグ
| 日付                           | ビジター球団（先攻） | スコア | ホーム球団（後攻）       | 開催球場             |
| ------------------------------ | -------------------- | ------ | ------------------------ | -------------------- |
| 10月3日                        | ミネソタ・ツインズ   | 4-8    | ニューヨーク・ヤンキース | ヤンキー・スタジアム |
| 勝者：ニューヨーク・ヤンキース |                      |        |                          |                      |

##### ナショナルリーグ
| 日付                                 | ビジター球団（先攻） | スコア | ホーム球団（後攻）             | 開催球場             |
| ------------------------------------ | -------------------- | ------ | ------------------------------ | -------------------- |
| 10月4日                              | コロラド・ロッキーズ | 8-11   | アリゾナ・ダイヤモンドバックス | チェイス・フィールド |
| 勝者：アリゾナ・ダイヤモンドバックス |                      |        |                                |                      |

#### ディビジョンシリーズ

##### アメリカンリーグ
ヒューストン・アストロズ対ボストン・レッドソックス
| 日付                           | 試合  | ビジター球団（先攻）     | スコア | ホーム球団（後攻）       | 開催球場               |
| ------------------------------ | ----- | ------------------------ | ------ | ------------------------ | ---------------------- |
| 10月5日                        | 第1戦 | ボストン・レッドソックス | 2-8    | ヒューストン・アストロズ | ミニッツメイド・パーク |
| 10月6日                        | 第2戦 | ボストン・レッドソックス | 2-8    | ヒューストン・アストロズ | ミニッツメイド・パーク |
| 10月8日                        | 第3戦 | ヒューストン・アストロズ | 3-10   | ボストン・レッドソックス | フェンウェイ・パーク   |
| 10月9日                        | 第4戦 | ヒューストン・アストロズ | 5-4    | ボストン・レッドソックス | フェンウェイ・パーク   |
| 勝者：ヒューストン・アストロズ |       |                          |        |                          |                        |

ニューヨーク・ヤンキース対クリーブランド・インディアンス
| 日付                           | 試合  | ビジター球団（先攻）           | スコア | ホーム球団（後攻）             | 開催球場                   |
| ------------------------------ | ----- | ------------------------------ | ------ | ------------------------------ | -------------------------- |
| 10月05日                       | 第1戦 | ニューヨーク・ヤンキース       | 0-4    | クリーブランド・インディアンス | プログレッシブ・フィールド |
| 10月06日                       | 第2戦 | ニューヨーク・ヤンキース       | 8-9    | クリーブランド・インディアンス | プログレッシブ・フィールド |
| 10月08日                       | 第3戦 | クリーブランド・インディアンス | 0-1    | ニューヨーク・ヤンキース       | ヤンキー・スタジアム       |
| 10月09日                       | 第4戦 | クリーブランド・インディアンス | 3-7    | ニューヨーク・ヤンキース       | ヤンキー・スタジアム       |
| 10月11日                       | 第5戦 | ニューヨーク・ヤンキース       | 5-2    | クリーブランド・インディアンス | プログレッシブ・フィールド |
| 勝者：ニューヨーク・ヤンキース |       |                                |        |                                |                            |

##### ナショナルリーグ
ロサンゼルス・ドジャース対アリゾナ・ダイヤモンドバックス
| 日付                           | 試合  | ビジター球団（先攻）           | スコア | ホーム球団（後攻）             | 開催球場             |
| ------------------------------ | ----- | ------------------------------ | ------ | ------------------------------ | -------------------- |
| 10月6日                        | 第1戦 | アリゾナ・ダイヤモンドバックス | 5-9    | ロサンゼルス・ドジャース       | ドジャー・スタジアム |
| 10月7日                        | 第2戦 | アリゾナ・ダイヤモンドバックス | 5-8    | ロサンゼルス・ドジャース       | ドジャー・スタジアム |
| 10月8日                        | 第3戦 | ロサンゼルス・ドジャース       | 3-1    | アリゾナ・ダイヤモンドバックス | チェイス・フィールド |
| 勝者：ロサンゼルス・ドジャース |       |                                |        |                                |                      |

シカゴ・カブス対ワシントン・ナショナルズ
| 日付                 | 試合  | ビジター球団（先攻）     | スコア | ホーム球団（後攻）       | 開催球場             |
| -------------------- | ----- | ------------------------ | ------ | ------------------------ | -------------------- |
| 10月06日             | 第1戦 | シカゴ・カブス           | 3-0    | ワシントン・ナショナルズ | リグレー・フィールド |
| 10月07日             | 第2戦 | シカゴ・カブス           | 3-6    | ワシントン・ナショナルズ | リグレー・フィールド |
| 10月09日             | 第3戦 | ワシントン・ナショナルズ | 1-2    | シカゴ・カブス           | ナショナルズ・パーク |
| 10月11日             | 第4戦 | ワシントン・ナショナルズ | 5-0    | シカゴ・カブス           | ナショナルズ・パーク |
| 10月12日             | 第5戦 | シカゴ・カブス           | 9-8    | ワシントン・ナショナルズ | リグレー・フィールド |
| 勝者：シカゴ・カブス |       |                          |        |                          |                      |

#### リーグチャンピオンシップシリーズ

##### アメリカンリーグ
| 日付                                                                    | 試合  | ビジター球団（先攻）     | スコア | ホーム球団（後攻）       | 開催球場               |
| ----------------------------------------------------------------------- | ----- | ------------------------ | ------ | ------------------------ | ---------------------- |
| 10月13日                                                                | 第1戦 | ニューヨーク・ヤンキース | 1-2    | ヒューストン・アストロズ | ミニッツメイド・パーク |
| 10月14日                                                                | 第2戦 | ニューヨーク・ヤンキース | 1-2x   | ヒューストン・アストロズ | ミニッツメイド・パーク |
| 10月16日                                                                | 第3戦 | ヒューストン・アストロズ | 1-8    | ニューヨーク・ヤンキース | ヤンキー・スタジアム   |
| 10月17日                                                                | 第4戦 | ヒューストン・アストロズ | 4-6    | ニューヨーク・ヤンキース | ヤンキー・スタジアム   |
| 10月18日                                                                | 第5戦 | ヒューストン・アストロズ | 0-5    | ニューヨーク・ヤンキース | ヤンキー・スタジアム   |
| 10月20日                                                                | 第6戦 | ニューヨーク・ヤンキース | 1-7    | ヒューストン・アストロズ | ミニッツメイド・パーク |
| 10月21日                                                                | 第7戦 | ニューヨーク・ヤンキース | 0-4    | ヒューストン・アストロズ | ミニッツメイド・パーク |
| 優勝：ヒューストン・アストロズ（2回目） MVP：ジャスティン・バーランダー |       |                          |        |                          |                        |

##### ナショナルリーグ
| 日付                                                                                   | 試合  | ビジター球団（先攻）     | スコア | ホーム球団（後攻）       | 開催球場             |
| -------------------------------------------------------------------------------------- | ----- | ------------------------ | ------ | ------------------------ | -------------------- |
| 10月14日                                                                               | 第1戦 | シカゴ・カブス           | 2-5    | ロサンゼルス・ドジャース | ドジャー・スタジアム |
| 10月15日                                                                               | 第2戦 | シカゴ・カブス           | 1-4x   | ロサンゼルス・ドジャース | ドジャー・スタジアム |
| 10月17日                                                                               | 第3戦 | ロサンゼルス・ドジャース | 6-1    | シカゴ・カブス           | リグレー・フィールド |
| 10月18日                                                                               | 第4戦 | ロサンゼルス・ドジャース | 2-3    | シカゴ・カブス           | リグレー・フィールド |
| 10月19日                                                                               | 第5戦 | ロサンゼルス・ドジャース | 11-1   | シカゴ・カブス           | リグレー・フィールド |
| 優勝：ロサンゼルス・ドジャース（22回目） MVP：クリス・テイラー、ジャスティン・ターナー |       |                          |        |                          |                      |

### ワールドシリーズ
| 日付                                                                | 試合  | ビジター球団（先攻）     | スコア  | ホーム球団（後攻）       | 開催球場               |
| ------------------------------------------------------------------- | ----- | ------------------------ | ------- | ------------------------ | ---------------------- |
| 10月24日（火）                                                      | 第1戦 | ヒューストン・アストロズ | 1－3    | ロサンゼルス・ドジャース | ドジャー・スタジアム   |
| 10月25日（水）                                                      | 第2戦 | ヒューストン・アストロズ | 7－6    | ロサンゼルス・ドジャース | ドジャー・スタジアム   |
| 10月27日（金）                                                      | 第3戦 | ロサンゼルス・ドジャース | 3－5    | ヒューストン・アストロズ | ミニッツメイド・パーク |
| 10月28日（土）                                                      | 第4戦 | ロサンゼルス・ドジャース | 6－2    | ヒューストン・アストロズ | ミニッツメイド・パーク |
| 10月29日（日）                                                      | 第5戦 | ロサンゼルス・ドジャース | 12－13x | ヒューストン・アストロズ | ミニッツメイド・パーク |
| 10月31日（火）                                                      | 第6戦 | ヒューストン・アストロズ | 1－3    | ロサンゼルス・ドジャース | ドジャー・スタジアム   |
| 11月01日（水）                                                      | 第7戦 | ヒューストン・アストロズ | 5－1    | ロサンゼルス・ドジャース | ドジャー・スタジアム   |
| 優勝：ヒューストン・アストロズ（1回目） MVP：ジョージ・スプリンガー |       |                          |         |                          |                        |

## 個人タイトル
| 野手成績         | 野手成績                 | 野手成績         | 野手成績         | 野手成績                 | 野手成績         | 野手成績         |
| アメリカンリーグ | アメリカンリーグ         | アメリカンリーグ | アメリカンリーグ | ナショナルリーグ         | ナショナルリーグ | ナショナルリーグ |
| 項目             | 選手                     | 選手             | 記録             | 選手                     | 選手             | 記録             |
| ---------------- | ------------------------ | ---------------- | ---------------- | ------------------------ | ---------------- | ---------------- |
| 首位打者         | ホセ・アルトゥーベ       | HOU              | .346             | チャーリー・ブラックモン | COL              | .331             |
| 最多本塁打       | アーロン・ジャッジ       | NYY              | 52               | ジャンカルロ・スタントン | MIA              | 59               |
| 最多打点         | ネルソン・クルーズ       | SEA              | 119              | ジャンカルロ・スタントン | MIA              | 132              |
| 最多盗塁         | ウィット・メリフィールド | KC               | 32               | ディー・ゴードン         | MIA              | 60               |
| 投手成績         |                          |                  |                  |                          |                  |                  |
| アメリカンリーグ | アメリカンリーグ         | アメリカンリーグ | アメリカンリーグ | ナショナルリーグ         | ナショナルリーグ | ナショナルリーグ |
| 項目             | 選手                     | 選手             | 記録             | 選手                     | 選手             | 記録             |
| 最多勝利         | カルロス・カラスコ       | CLE              | 18               | クレイトン・カーショウ   | LAD              | 18               |
| 最多勝利         | コーリー・クルーバー     | CLE              | 18               | クレイトン・カーショウ   | LAD              | 18               |
| 最多勝利         | ジェイソン・バルガス     | KC               | 18               | クレイトン・カーショウ   | LAD              | 18               |
| 最優秀防御率     | コーリー・クルーバー     | CLE              | 2.25             | クレイトン・カーショウ   | LAD              | 2.31             |
| 最多奪三振       | クリス・セール           | BOS              | 308              | マックス・シャーザー     | WSH              | 268              |
| 最多セーブ投手   | アレックス・コロメ       | TB               | 47               | グレッグ・ホランド       | COL              | 41               |
| 最多セーブ投手   | アレックス・コロメ       | TB               | 47               | ケンリー・ジャンセン     | LAD              | 41               |

## 表彰

### プレイヤー・オブ・ザ・マンス
| プレイヤー・オブ・ザ・マンス | プレイヤー・オブ・ザ・マンス | プレイヤー・オブ・ザ・マンス | プレイヤー・オブ・ザ・マンス | プレイヤー・オブ・ザ・マンス |
| 月                           | アメリカンリーグ             | アメリカンリーグ             | ナショナルリーグ             | ナショナルリーグ             |
| ---------------------------- | ---------------------------- | ---------------------------- | ---------------------------- | ---------------------------- |
| 4月                          | マイク・トラウト             | LAA                          | ライアン・ジマーマン         | WSH                          |
| 5月                          | カルロス・コレア             | HOU                          | チャーリー・ブラックモン     | COL                          |
| 6月                          | アーロン・ジャッジ           | NYY                          | アンドリュー・マカッチェン   | PIT                          |
| 7月                          | ホセ・アルトゥーベ           | HOU                          | ノーラン・アレナド           | COL                          |
| 8月                          | マニー・マチャド             | BAL                          | ジャンカルロ・スタントン     | MIA                          |
| 9月                          | アーロン・ジャッジ           | NYY                          | J.D.マルティネス             | ARI                          |

### ピッチャー・オブ・ザ・マンス
| ピッチャー・オブ・ザ・マンス | ピッチャー・オブ・ザ・マンス   | ピッチャー・オブ・ザ・マンス | ピッチャー・オブ・ザ・マンス | ピッチャー・オブ・ザ・マンス |
| 月                           | アメリカンリーグ               | アメリカンリーグ             | ナショナルリーグ             | ナショナルリーグ             |
| ---------------------------- | ------------------------------ | ---------------------------- | ---------------------------- | ---------------------------- |
| 4月                          | ダラス・カイケル               | HOU                          | イバン・ノバ                 | PIT                          |
| 5月                          | ランス・マッカラーズ・ジュニア | HOU                          | アレックス・ウッド           | LAD                          |
| 6月                          | コーリー・クルーバー           | CLE                          | マックス・シャーザー         | WSH                          |
| 7月                          | ジェームズ・パクストン         | SEA                          | リッチ・ヒル                 | LAD                          |
| 8月                          | コーリー・クルーバー           | CLE                          | ジェイク・アリエータ         | CHC                          |
| 9月                          | コーリー・クルーバー           | CLE                          | スティーブン・ストラスバーグ | WSH                          |

### リリーバー・オブ・ザ・マンス
| リリーバー・オブ・ザ・マンス | リリーバー・オブ・ザ・マンス | リリーバー・オブ・ザ・マンス | リリーバー・オブ・ザ・マンス | リリーバー・オブ・ザ・マンス |
| 月                           | アメリカンリーグ             | アメリカンリーグ             | ナショナルリーグ             | ナショナルリーグ             |
| ---------------------------- | ---------------------------- | ---------------------------- | ---------------------------- | ---------------------------- |
| 4月                          | コディ・アレン               | CLE                          | グレッグ・ホランド           | COL                          |
| 5月                          | クレイグ・キンブレル         | BOS                          | グレッグ・ホランド           | COL                          |
| 6月                          | ロベルト・オスーナ           | TOR                          | ケンリー・ジャンセン         | LAD                          |
| 7月                          | エドウィン・ディアス         | SEA                          | ブラッド・ハンド             | SD                           |
| 8月                          | アレックス・コロメ           | TB                           | コーリー・クネイブル         | MIL                          |
| 9月                          | アロルディス・チャップマン   | NYY                          | ショーン・ドゥーリトル       | WSH                          |

### ルーキー・オブ・ザ・マンス
| ルーキー・オブ・ザ・マンス | ルーキー・オブ・ザ・マンス   | ルーキー・オブ・ザ・マンス | ルーキー・オブ・ザ・マンス | ルーキー・オブ・ザ・マンス |
| 月                         | アメリカンリーグ             | アメリカンリーグ           | ナショナルリーグ           | ナショナルリーグ           |
| -------------------------- | ---------------------------- | -------------------------- | -------------------------- | -------------------------- |
| 4月                        | アーロン・ジャッジ           | NYY                        | アントニオ・センサテラ     | COL                        |
| 5月                        | アーロン・ジャッジ           | NYY                        | コディ・ベリンジャー       | LAD                        |
| 6月                        | アーロン・ジャッジ           | NYY                        | コディ・ベリンジャー       | LAD                        |
| 7月                        | ユリ・グリエル               | HOU                        | ポール・デヨング           | STL                        |
| 8月                        | アンドリュー・ベニンテンディ | BOS                        | リース・ホスキンス         | PHI                        |
| 9月                        | アーロン・ジャッジ           | NYY                        | ホセ・マルティネス         | STL                        |

### 全米野球記者協会（BBWAA）表彰
| 表彰             | アメリカンリーグ            | ナショナルリーグ                |
| ---------------- | --------------------------- | ------------------------------- |
| MVP              | ホセ・アルトゥーベ（HOU）   | ジャンカルロ・スタントン（MIA） |
| サイ・ヤング賞   | コーリー・クルーバー（CLE） | マックス・シャーザー（WSH）     |
| 最優秀新人選手賞 | アーロン・ジャッジ（NYY）   | コディ・ベリンジャー（LAD）     |
| 最優秀監督賞     | ポール・モリター（MIN）     | トーリ・ロブロ（ARI）           |

### ゴールドグラブ賞
| ゴールドグラブ賞 | ゴールドグラブ賞         | ゴールドグラブ賞 | ゴールドグラブ賞           | ゴールドグラブ賞 |
| 守備位置         | アメリカンリーグ         | アメリカンリーグ | ナショナルリーグ           | ナショナルリーグ |
| ---------------- | ------------------------ | ---------------- | -------------------------- | ---------------- |
| 投手             | マーカス・ストローマン   | TOR              | ザック・グレインキー       | ARI              |
| 捕手             | マーティン・マルドナード | LAA              | タッカー・バーンハート     | CIN              |
| 一塁手           | エリック・ホズマー       | KC               | ポール・ゴールドシュミット | ARI              |
| 二塁手           | ブライアン・ドージャー   | MIN              | DJ・ルメイユ               | COL              |
| 三塁手           | エバン・ロンゴリア       | TB               | ノーラン・アレナド         | COL              |
| 遊撃手           | アンドレルトン・シモンズ | LAA              | ブランドン・クロフォード   | SF               |
| 左翼手           | アレックス・ゴードン     | KC               | マーセル・オズナ           | MIA              |
| 中堅手           | バイロン・バクストン     | MIN              | エンダー・インシアーテ     | ATL              |
| 右翼手           | ムーキー・ベッツ         | BOS              | ジェイソン・ヘイワード     | CHC              |

- 太字はプラチナグラブ賞

### シルバースラッガー賞
| シルバースラッガー賞 | シルバースラッガー賞                                               | シルバースラッガー賞 | シルバースラッガー賞                                               | シルバースラッガー賞 |
| 守備位置             | アメリカンリーグ                                                   | アメリカンリーグ     | ナショナルリーグ                                                   | ナショナルリーグ     |
| -------------------- | ------------------------------------------------------------------ | -------------------- | ------------------------------------------------------------------ | -------------------- |
| 投手                 | -                                                                  | -                    | アダム・ウェインライト                                             | STL                  |
| 捕手                 | ゲイリー・サンチェス                                               | NYY                  | バスター・ポージー                                                 | SF                   |
| 一塁手               | エリック・ホズマー                                                 | KC                   | ポール・ゴールドシュミット                                         | ARI                  |
| 二塁手               | ホセ・アルトゥーベ                                                 | HOU                  | ダニエル・マーフィー                                               | WSH                  |
| 三塁手               | ホセ・ラミレス                                                     | CLE                  | ノーラン・アレナド                                                 | COL                  |
| 遊撃手               | フランシスコ・リンドーア                                           | CLE                  | コーリー・シーガー                                                 | LAD                  |
| 外野手               | ジャスティン・アップトン ジョージ・スプリンガー アーロン・ジャッジ | LAA HOU NYY          | マーセル・オズナ チャーリー・ブラックモン ジャンカルロ・スタントン | MIA COL MIA          |
| 指名打者             | ネルソン・クルーズ                                                 | SEA                  | -                                                                  | -                    |

### その他表彰
| 表彰                     | アメリカンリーグ                 | ナショナルリーグ               |
| ------------------------ | -------------------------------- | ------------------------------ |
| ハンク・アーロン賞       | ホセ・アルトゥーベ (HOU)         | ジャンカルロ・スタントン (MIA) |
| 最優秀救援投手賞         | クレイグ・キンブレル (BOS)       | ケンリー・ジャンセン (LAD)     |
| エドガー・マルティネス賞 | ネルソン・クルーズ (SEA)         | ネルソン・クルーズ (SEA)       |
| カムバック賞             | マイク・ムスタカス (KC)          | グレッグ・ホランド (COL)       |
| ロベルト・クレメンテ賞   | アンソニー・リゾ (CHC)           | アンソニー・リゾ (CHC)         |
| ベーブ・ルース賞         | ホセ・アルトゥーベ (HOU)         | ホセ・アルトゥーベ (HOU)       |
| ベーブ・ルース賞         | ジャスティン・バーランダー (HOU) |                                |
| ウォーレン・スパーン賞   | クレイトン・カーショウ (LAD)     | クレイトン・カーショウ (LAD)   |
| ハート&ハッスル賞        | ブレット・ガードナー (NYY)       | ブレット・ガードナー (NYY)     |
| ハッチ賞                 | ジェイク・ディークマン (TEX)     | ジェイク・ディークマン (TEX)   |
| ルー・ゲーリッグ賞       | ジョーイ・ボット (CIN)           | ジョーイ・ボット (CIN)         |
| トニー・コニグリアロ賞   | チャド・ベティス (COL)           | チャド・ベティス (COL)         |

| Topps All-Star Rookie Team | Topps All-Star Rookie Team   | Topps All-Star Rookie Team |
| -------------------------- | ---------------------------- | -------------------------- |
| 捕手                       | マニー・ピーニャ             | MIL                        |
| 一塁手                     | コディ・ベリンジャー         | LAD                        |
| 二塁手                     | イアン・ハップ               | CHC                        |
| 三塁手                     | ラファエル・デバース         | BOS                        |
| 遊撃手                     | ポール・デヨング             | STL                        |
| 外野手                     | アンドリュー・ベニンテンディ | BOS                        |
| 外野手                     | アーロン・ジャッジ           | NYY                        |
| 外野手                     | トレイ・マンシーニ           | BAL                        |
| 右投手                     | ヘルマン・マルケス           | COL                        |
| 左投手                     | ジョーダン・モンゴメリー     | NYY                        |
| 救援投手                   | ジョシュ・ヘイダー           | MIL                        |

### アメリカ野球殿堂入り表彰者
アメリカ野球殿堂に選ばれたのは以下の選手。
- BBWAA選出
  - ジェフ・バグウェル
  - ティム・レインズ
  - イバン・ロドリゲス
- ベテランズ委員会選出
  - ジョン・シャーホルツ
  - バド・セリグ